# Paris Saint-Germain Football Club
O Paris Saint-Germain Football Club, também referido como Paris Saint-Germain, Paris SG, Paris ou simplesmente pela sigla PSG, é um clube de futebol profissional francês com sede em Paris. O clube compete na Ligue 1, a principal divisão do sistema de ligas da França. O time atua como mandante no estádio Parc de Princes, para quase 50 000 pessoas.
O PSG foi fundado em 20 de agosto de 1970, a partir da fusão entre o Paris Football Club, criado um ano antes, e o Stade Saint-Germain, fundado em 1904. O PSG ganhou seu primeiro grande título, a Copa da França, em 1982 e seu primeiro título da primeira divisão em 1986. 
A década de 1990, foi um dos períodos mais bem-sucedidos da história do clube; eles conquistaram um segundo título da liga principal, três copas francesas, duas edições da Copa da Liga Francesa, duas da Supercopa da França e uma Taça dos Vencedores da Copa da UEFA em 1996. 
Depois de sofrer um declínio nas receitas durante os anos 2000, o clube teve um renascimento em 2011 com maior apoio financeiro, alcançando um domínio incomparável em competições domésticas, vencendo vários títulos da liga e copas nacionais. O PSG também se tornou um clube recorrente na Liga dos Campeões da UEFA, chegando à sua primeira final na temporada 2019–20, terminando como vice-campeão continental, título que só conquistaria 5 anos depois na temporada 2024–25.
O PSG tem o maior número de temporadas consecutivas jogando na primeira divisão da França e é um dos dois clubes franceses a ganhar um grande título europeu. É também o clube de futebol mais popular da França atualmente, dado o recente histórico de conquistas dentro do país, graças ao aporte financeiro que o clube recebe de seu atual dono e um dos times com mais apoiadores no mundo. 
Suas cores são as cores tradicionais da cidade de Paris, o azul e o vermelho, e de Saint-Germain, distrito nos arredores de Paris, branco. Seu brasão apresenta a Torre Eiffel e uma flor-de-lis. O Paris tem uma rivalidade de longa data com o Olympique de Marseille, com quem disputa a partida mais notória do futebol francês, o Le Classique.
Nos dias atuais, devido ao seu reconhecimento e riqueza, o clube possuiu jogadores considerados craques do futebol do século XXI em seu elenco, incluindo o atacante Kylian Mbappé, o goleiro Gianluigi Donnaruma, além do zagueiro Marquinhos.
Em 2011, a equipe foi comprada pela QSI (Qatar Sports Investment), um fundo de investimentos ligado ao governo do Catar, e seu CEO, Nasser Al-Khelaïfi, tornou-se presidente do clube. Em 2022, o Paris teve a quinta maior receita do mundo do futebol, com uma receita anual de € 654 milhões de euros de acordo com a Deloitte, e em abril de 2023, foi apontado como o sétimo clube de futebol mais valioso do mundo, com o valor de US$ 3,2 bilhões de dólares de acordo com a Forbes.

## História

### Nascimento
O Paris Saint-Germain foi fundado em 12 de agosto de 1970 na sequência de uma iniciativa de vinte mil torcedores de futebol que queriam que Paris tivesse uma grande equipe. A fundação do clube foi feita através de uma parceria entre dois clubes de futebol, o Paris Football Club, fundado em 1969, e Stade Saint-Germain, clube da cidade de Saint-Germain-en-Laye e fundado em 1904, que em 1970 subiu à II Liga Francesa.
Na temporada de estreia, o Paris Saint-Germain ganhou o campeonato da II Liga, assim subindo à I Liga francesa. Nessa equipe jogava o português Fernando da Conceição Cruz.
Na sua primeira temporada na I Liga (1971–72), o clube ficou na 16ª posição, numa temporada marcada pelas disputas internas entre jogadores amadores e profissionais. Estes conflitos levaram a uma separação no clube, em maio de 1972, entre o Saint-Germain e os parisienses. Estes últimos juntaram-se ao CA Montreuil e permaneceram na I Liga com o antigo nome de Paris Football Club. Os germanois mantiveram o nome Paris Saint-Germain mas foram relegados, para a III Liga. Em 1973 o clube tornou-se profissional e na temporada 1973–74 subiu à I Liga, na temporada em que o Paris FC desceu para a II Liga. Em 1979, enfrentou o Santa Cruz Futebol Clube que estava em excursão pelo exterior, e a partida terminou em 2x2. Nesta época, seu treinador era Zagallo.
Ao longo dos anos começou a chegar regularmente aos lugares da frente do campeonato. O primeiro troféu chegaria em maio de 1982 com a conquista da Taça da França. O Paris Saint-Germain venceu o Saint-Étienne nessa final repetindo o feito na temporada seguinte, desta vez contra o Nantes. O primeiro campeonato foi ganho na temporada 1985-86, graças a uma equipe com muitas estrelas como Joël Bats, Safet Sušić, Luis Fernández e Dominique Rocheteau.
No ano seguinte ficaram em 7º e 1987-88 ficaram em 15º, a 2 pontos da zona de rebaixamento. O clube estava em crise e os anos 90 estavam vindo.

### Melhor temporada
O ano de 1991 foi marcante para o clube, que passou a ser patrocinado pelo canal privado de televisão Canal+, além da administração de Michel Denisot. Foram feitos grandes investimentos na equipe que passou a ser treinada pelo português Artur Jorge, cujo objetivo era a reconquista do campeonato em três anos, o que foi atingido na temporada 1993–94 com jogadores como os brasileiros Raí, Valdo e Ricardo Gomes, o liberiano George Weah e o francês David Ginola. Na Liga dos Campeões da UEFA de 1994–95 ganhou todos os jogos da fase de grupos, e chegando até as semifinais perdendo no agregado por 3 a 0 do Milan e também ganhou uma Copa da França e uma Copa da Liga. Em 1996 o Paris Saint-Germain passou a ser treinado pelo antigo jogador Luis Fernández, jogadores essenciais também saíram, Ginola, George Weah, dentre outros. Mesmo assim conquistou a Taça das Taças, ganhando do Rapid Viena. Em 1996–97 foi vice da Taça das Taças, perdendo para o Barcelona na final. Em 1997–98 ganhou Copa da França, a Copa da Liga e a Supercopa da França.

### Do luxo ao lixo
Após a saída do Michel Denisot, Charles Bietry vendeu jogadores essenciais para a era de ouro e investiu em jogadores que não renderam, como Jay-Jay Okocha, que custou 12,40 milhões de euros. Terminaram a temporada 1998–99 em 9º lugar na Ligue 1 e na Taça das Taças foram eliminados por 4 a 3 no agregado para o Maccabi Haifa (Israel).
Após a contratação de Ronaldinho em 2001, na temporada 2002–03 ficaram em 11º lugar e perderam a Copa da França para o Auxerre.
Em 2003–04 foram vice da Ligue 1 e campeões da Copa da França. No entanto, após o fim da parceira com o canal+, uma nova crise se instalou.

### 2007–2011

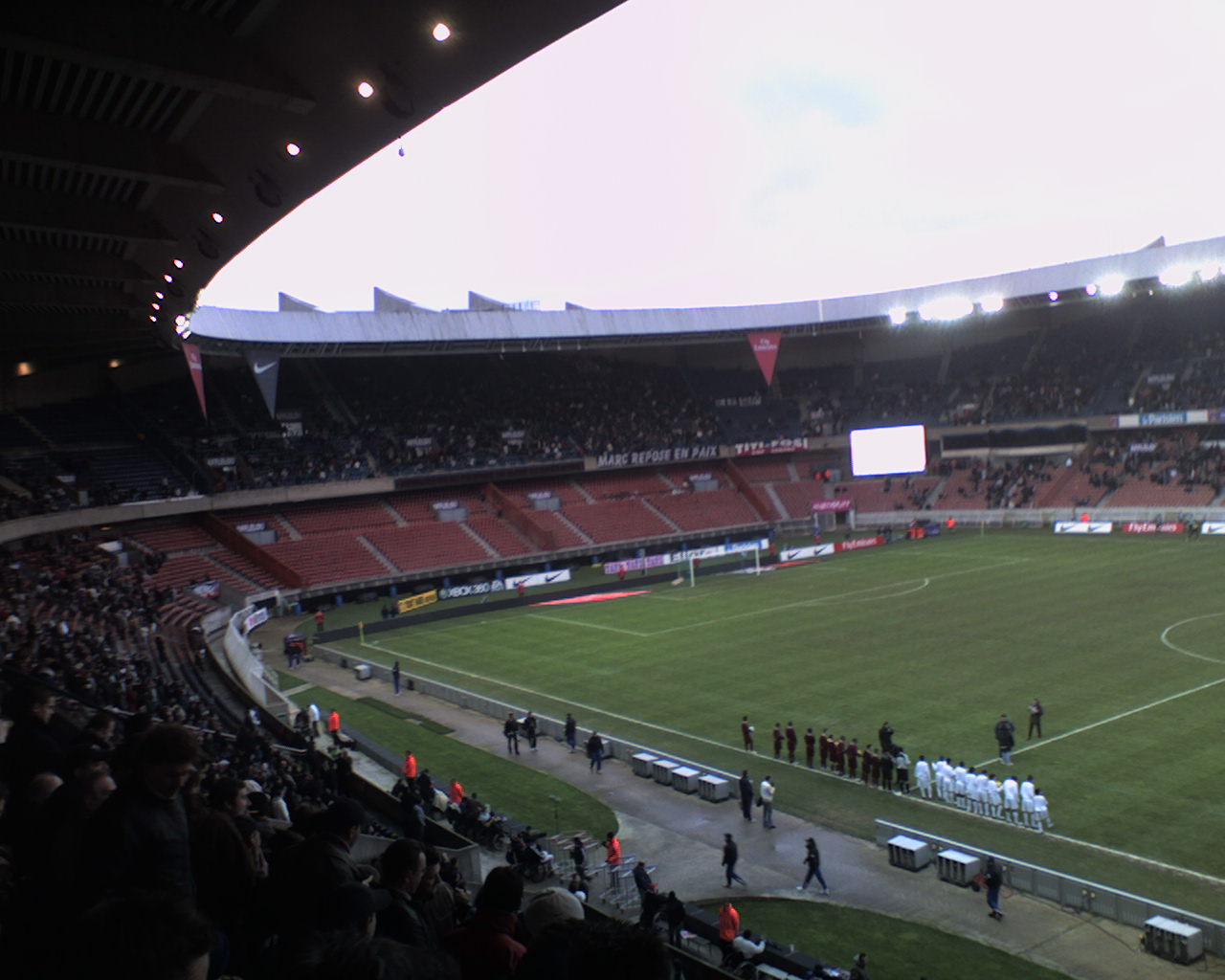
Parc des Princes, casa do Paris Saint-Germain

Após uma derrota em casa, para o Valenciennes, em 15 de janeiro de 2007, Guy Lacombe foi despedido e substituído por Paul Le Guen, um ex-jogador do Paris Saint-Germain, cujo sucesso como gerente do Lyon tinha sido seguido por uma má temporada com o Rangers, da Escócia. Le Guen guiou o Paris Saint-Germain as quartas de final da Liga Europa da UEFA, onde foram derrotados pelos portugueses do Benfica. Pelo Campeonato Francês, terminaram um 15º lugar na liga. O centroavante português Pauleta terminou novamente a temporada como melhor marcador (15 gols no total).
O Paris Saint-Germain iniciou a temporada 2007–08 num jogo em casa contra o Sochaux-Montbéliard, no dia 4 de agosto, com um imprevisível 0 a 0. O PSG não marcou um só gol nos primeiros 249 minutos jogados na Ligue 1, feito quebrado quando Marama Vahirua igualou o marcador frente ao Lorient na terceira partida, que foi uma surpresa ao ganhar por 3 a 1 em Paris.
No entanto, depois de conquistar sete pontos em três jogos, incluindo vitórias fora de casa contra Le Mans e Monaco, o Paris Saint-Germain subiu ao 11º lugar. Após perder em casa frente ao Bordeaux, Le Guen mudou a partida XI, elevando jogadores da base ao profissional. Jogadores como Mamadou Sakho, Loris Arnaud, Younousse Sankharé e David N'Gog. Este último marcou por duas vezes em uma vitória na Copa da Liga contra o Lorient. No entanto, continuou a luta do Paris Saint-Germain na Liga.

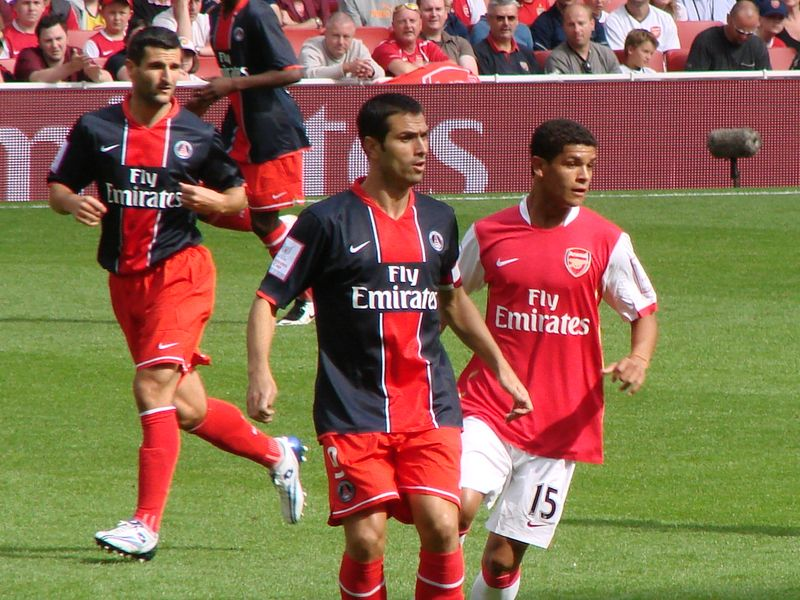
Pauleta sendo marcado por Denílson. O português era o maior goleador da história do clube quando saiu 2008, com 109 gols marcados

A equipe se recuperou com outro sucesso impressionante na Taça da Liga, desta vez contra o Montpellier Hérault, com Pauleta ao marcar ambos os gols, incluindo seu 100º.
Após uma pausa internacional, o Paris Saint-Germain ficou em 14º lugar na tabela. Quando a equipe retornou, eles sofreram uma derrota por 2 a 1 no Stade du Ray e entraram na zona de rebaixamento. Em 1 de dezembro de 2007 jogou em casa contra o SM Caen, ambos grandes torcedores parisienses, fizeram uma "greve" nos primeiros 15 minutos, entrando atrasados antes de incentivar sua equipe. O Paris Saint-Germain, perdeu 1-0, e com isso, entraram em "crise".
Mesmo com o clube continuando a perder força na Ligue 1 (com seis derrotas, dois empates e uma vitória em nove jogos da liga, acabou terminando em 16.º, apenas três pontos acima da zona de rebaixamento), venceu a Copa da Liga Francesa de 2008, e chegou à final da Copa. O resultado foi de 1-0 para os campeões da Ligue 1, o Olympique Lyonnais.
O Paris Saint-Germain ficou em 9° colocado nas temporadas 2004–05 e 2005–06. Na Ligue 1 de 2006–07 o PSG não impressionou e não chegaram sequer as finais de ambas as copas, ficando em 15° lugar na Ligue 1, três posições à cima da zona de rebaixamento.
Em 2007–08, Paris Saint-Germain acabou um lugar atrás de onde terminou a última temporada (2006–07). O PSG lutou o tempo todo para não ser rebaixado, ficando a maior parte do tempo na parte debaixo da tabela, se salvando nas duas últimas partidas, em que ganhou as duas e acabou permanecendo na Ligue 1. Na temporada 2010–11 perdeu para o Benfica, no dia 10 de março de 2011, por 2 a 1 no Estádio da Luz, no primeiro jogo das oitavas de final da Liga Europa da UEFA. Já no dia 17 de março, na segunda partida, realizada no Parc des Princes, empatou por 1 a 1 e encerrou sua aventura europeia. O Paris Saint-Germain continuou assim a lutar pelo 1º lugar da Ligue 1.

#### A compra

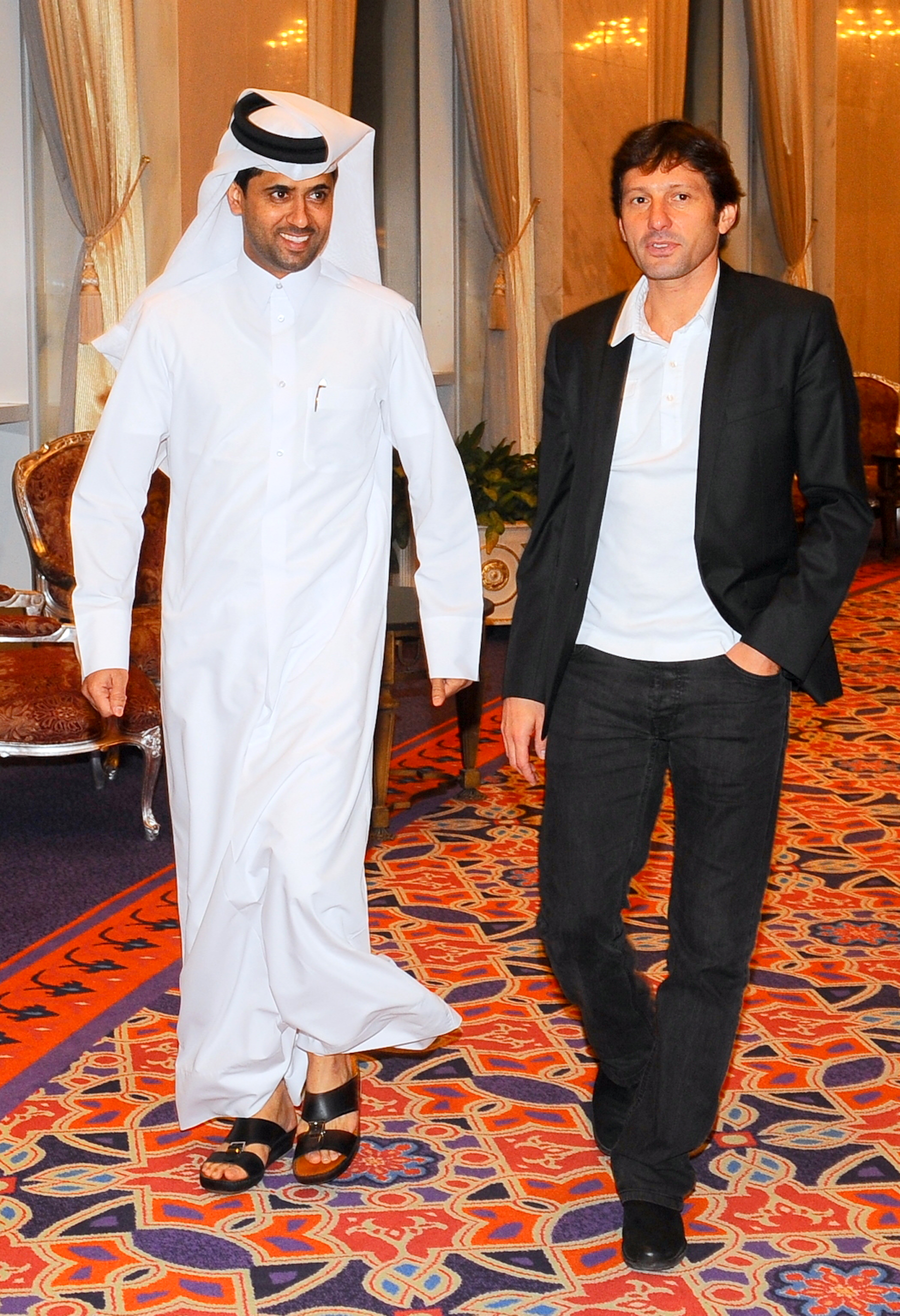
Nasser Al-Khelaïfi e Leonardo

Em junho de 2011 o clube foi comprado por um fundo de investimento do Catar, QSI (Qatar Sports Investments), empresa fechada subsidiária da QIA (Autoridade de Investimento do Catar) que é um órgão governamental especializado em investimentos nacionais e internacionais e que visa fortalecer e diversificar a economia do Catar. Desde então o CEO da QSI, Nasser Al-Khelaifi, tornou-se presidente do clube e a equipe passou a fazer grandes contratações, começando na janela de transferência de verão da temporada 2011–12. Nomes como o argentino Javier Pastore, que era do Palermo e muitos outros destaques do Campeonato Francês eram dados como possíveis contratações do Paris Saint-Germain.

Em janeiro chegaram ao clube os brasileiros Alex, zagueiro vindo do Chelsea, Maxwell, lateral-esquerdo vindo do Barcelona, e o volante naturalizado italiano Thiago Motta, vindo da Internazionale. O Paris Saint-Germain tornou-se o maior investidor dentre todos os clubes da Europa daquela temporada, pois os outros clubes foram prejudicados pela grave crise econômica vivida no continente na época.

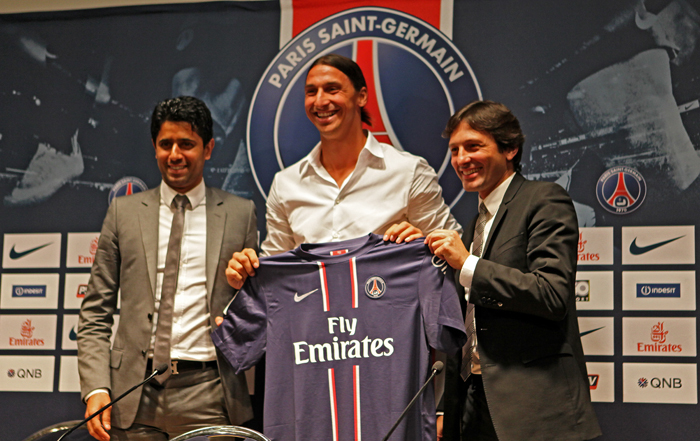
Apresentação de Zlatan Ibrahimović

Para a temporada 2012–13, o clube se reforçou ainda mais, trazendo astros como o atacante Ezequiel Lavezzi, que veio do Napoli, o zagueiro Thiago Silva e o centroavante Zlatan Ibrahimović, os dois últimos vindos do Milan. Próximo ao fechamento da janela, trouxe ainda o jovem meia brasileiro Lucas Moura, destaque do São Paulo naquele ano; na época foi a mais cara transação na história do futebol brasileiro, por 43 milhões de euros (pouco mais de 108 milhões de reais). Em janeiro de 2013 contrataram o experiente meia inglês David Beckham, que estava jogando pelo Los Angeles Galaxy, dos Estados Unidos. Beckham jogou pouco no PSG (14 jogos e nenhum gol), mas valeu a contratação pelo marketing, pois a venda de camisas do Paris Saint-Germain ultrapassou pela primeira vez a do Olympique de Marseille com a vinda do britânico e do sueco Zlatan Ibrahimović na temporada 2012–13. Com essas contratações o Paris Saint-Germain mostrou que veio brigar entre os grandes da Europa.

### A presidência de Nasser Al-Khelaïfi (2011–atualmente)

#### Temporada 2011–12
O clube chegou à temporada 2011–12 com muitos reforços e rodeado de expectativas, jogadores que haviam brilhado na temporada anterior no Campeonato Francês, porém a temporada foi muito abaixo do esperado. Os parisienses acabaram ficando em segundo lugar na Ligue 1, que teve como campeão o modesto Montpellier Hérault, recém-promovido à primeira divisão francesa. O Paris Saint-Germain também não conquistou nenhuma das copas nacionais e acabou sendo precocemente eliminado na Liga Europa da UEFA.

#### Contratação de Carlo Ancelotti (2012–13)

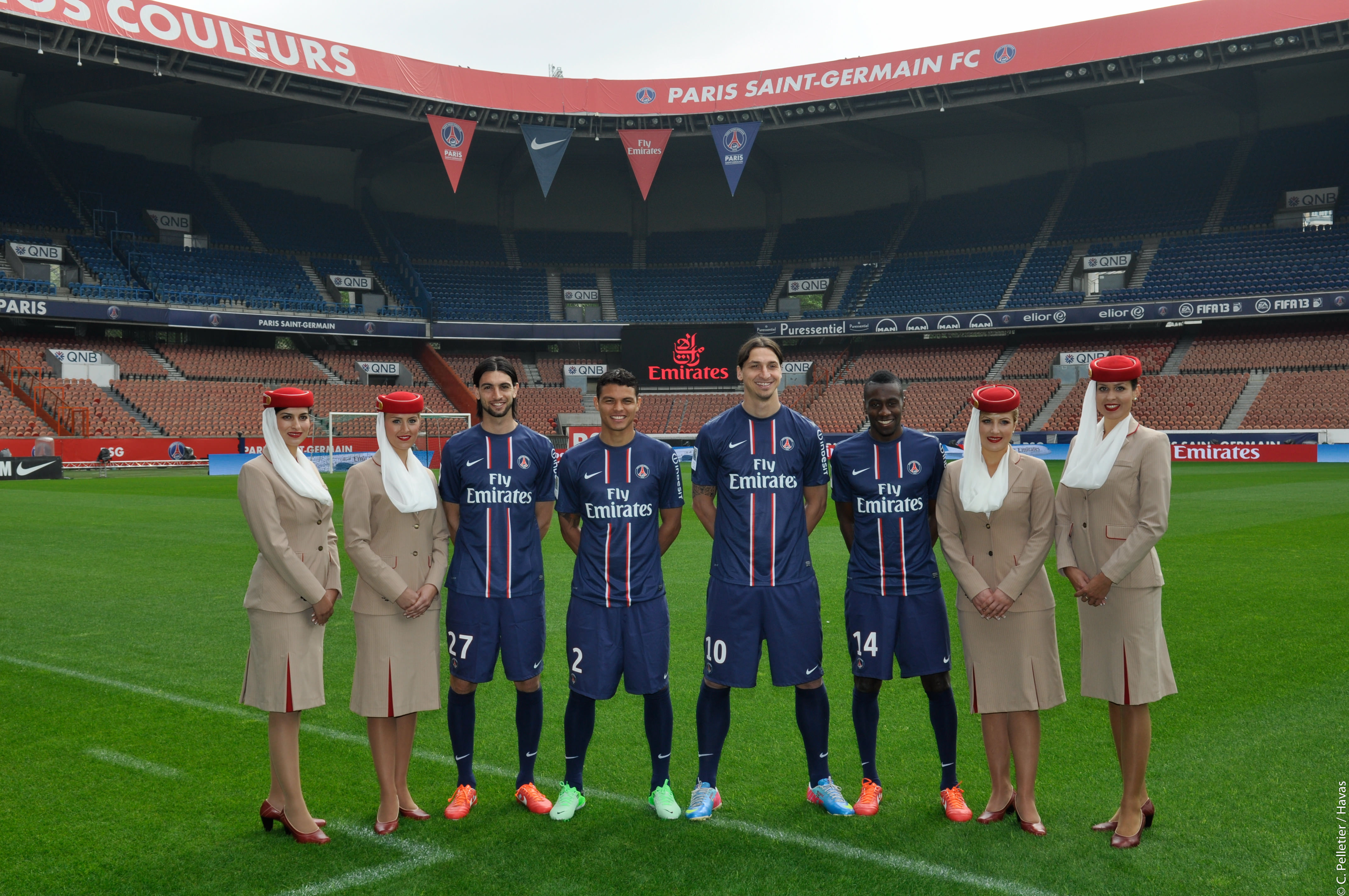
Pastore, Thiago Silva, Ibrahimović, Matuidi e aeromoças da Emirates Airlines no Parc des Princes em 2013

Para a temporada 2012–13 a equipe reforçou-se ainda melhor, e com a vaga garantida na Liga dos Campeões, a expectativa era que o clube chegasse longe também nesta competição, além de conquistar a Ligue 1 e as Copas Nacionais. Na janela de transferências imediatamente anterior ao início da temporada, o Paris Saint-Germain foi isoladamente o clube que mais investiu em toda a Europa, contratando um total de seis novos jogadores, entre eles o sueco Zlatan Ibrahimović e o zagueiro Thiago Silva, capitão da Seleção Brasileira. Também vieram o argentino Ezequiel Lavezzi e o promissor italiano Marco Verratti, rotulado como o "novo Andrea Pirlo". Ibrahimović chegou para ser um dos jogadores mais bem pagos do futebol europeu, e naturalmente foi o que carregou as maiores expectativas dos torcedores parisienses. Thiago Silva, que por sua vez custou aos cofres do clube cerca de 49 milhões de euros, tornou-se o jogador mais caro da história do Paris Saint-Germain e também da Ligue 1, o Campeonato Francês, além dos jogadores em 2012 veio para o Paris Saint-Germain o técnico italiano Carlo Ancelotti que comandou Milan e Juventus e tinha acabado de sair do Chelsea. No último dia da janela de transferências, chegou ao clube também o lateral direito holandês Gregory van der Wiel, vindo do Ajax. O Paris Saint-Germain ainda trouxe uma das promessas da seleção brasileira, o meia Lucas Moura vindo do São Paulo. O Paris Saint-Germain foi até as quartas de final da Liga do Campeões, onde foi eliminado pelo Barcelona após dois empates (2 a 2, em Paris, e 1 a 1, em Barcelona). Sagrou-se campeão francês ao vencer o Olympique Lyonnais, sendo seu terceiro título da Ligue 1.

#### Chegada de Laurent Blanc (2013–16)

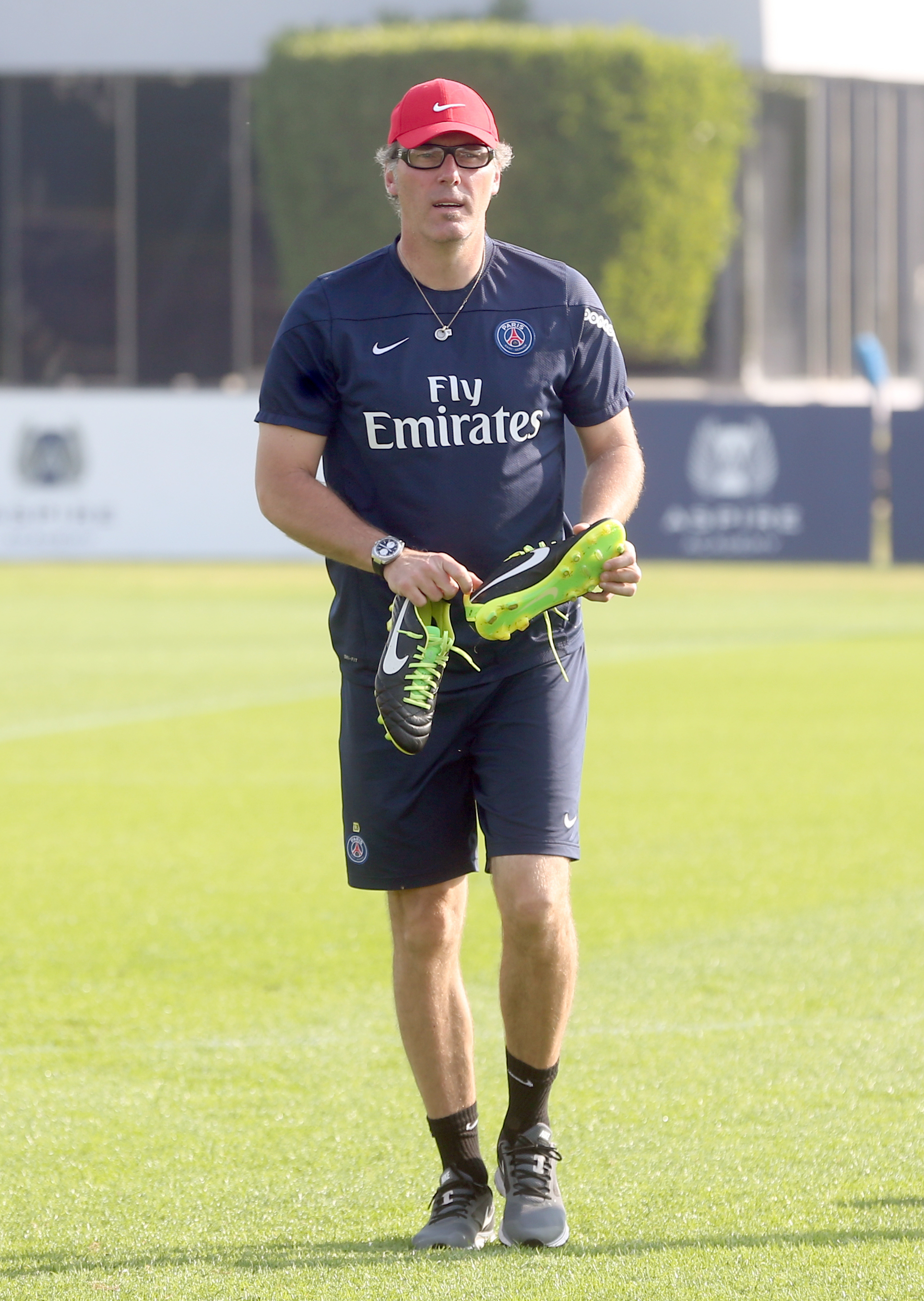
Laurent Blanc na temporada 2014–15

Após Carlo Ancelotti prorrogar o contrato até 2014 como uma medida do projeto de continuidade sólida, na primeira temporada completa do treinador italiano o Paris Saint-Germain entrou na pausa de inverno no topo da Ligue 1 mesa à frente de Lyon e Olympique de Marseille no saldo de gols. A equipe viria conquistar o título da Ligue 1 no dia 12 de maio de 2013, com duas partidas de sobra. O clube também alcançou as quartas de final da Liga dos Campeões, na qual perdeu para o Barcelona na regra dos gols marcados fora. Em 19 de maio, Ancelotti pediu para deixar o clube para assumir o Real Madrid; no total, o clube conseguiu conquistar um total de três títulos em três anos, ao contrário dos sete anos anteriores, com nove treinadores diferentes e apenas quatro títulos conquistados. Pouco tempo depois, o diretor esportivo Leonardo renunciou.

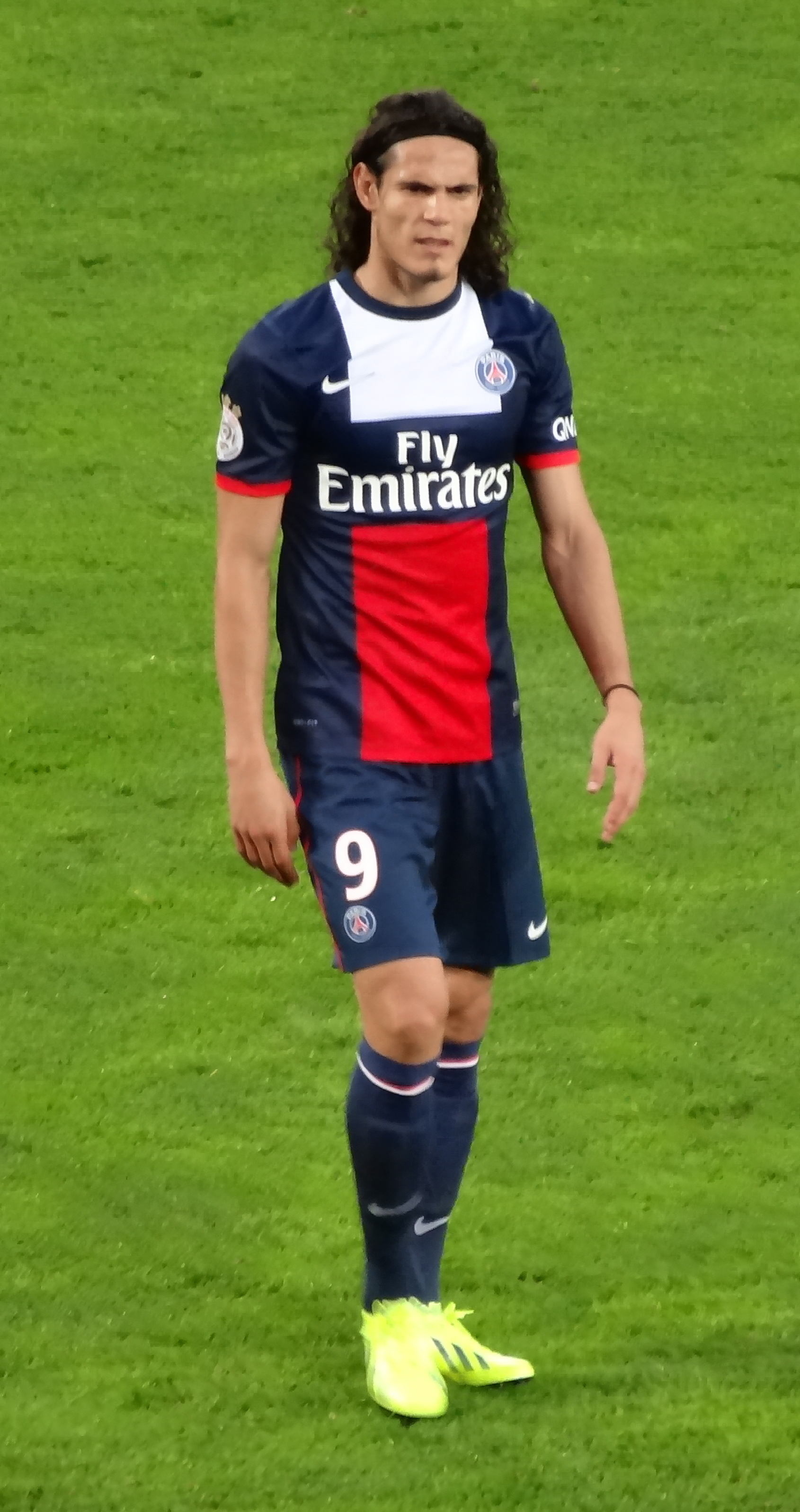
Edinson Cavani foi o maior artilheiro da história do PSG até 2023, com 200 gols marcados

Seu sucessor no banco foi o francês Laurent Blanc, que chegou da Seleção Francesa com os assistentes técnicos e também com Claude Makélélé, que estava voltando para o clube, além do francês Jean-Louis Gasset. Blanc assumiu o controle de todos os assuntos relacionados com a primeira equipe, sob o enredo criado durante o período de seu antecessor.
Para a temporada 2013–14, o clube contratou o atacante Edinson Cavani junto ao Napoli, da Itália, por 64 milhões de euros (185 milhões de reais), sendo um recorde na França. Na época, a quantia paga pelo uruguaio Cavani fez dele o quinto jogador mais caro da história. Além dele, também chegou o zagueiro Marquinhos, da Roma, por 35 milhões de euros (101,5 milhões de reais), que foi o quinto defensor mais caro do mundo. A última contratação nessa janela foi o lateral Lucas Digne, revelação do futebol francês na última temporada, que veio do Lille por 15 milhões de euros (43,5 milhões de reais).
A temporada 2014–15 começou com o Paris Saint-Germain contratando o zagueiro David Luiz, do Chelsea, por 50 milhões de euros (cerca de 185,6 milhões de reais). David Luiz tornou-se o defensor mais caro da história, superando a compra de Thiago Silva do Milan pelo próprio Paris Saint-Germain, por 44 milhões de euros (132,8 milhões de reais). Quem também chegou foi o marfinense Serge Aurier, do Toulouse, vindo por empréstimo de uma temporada com opção de compra por 10 milhões de euros. Aurier havia realizado uma excelente temporada 2013–14, sendo eleito o melhor lateral direito da Ligue 1; ele marcou seis gols e deu seis assistências, o que tornou o defensor marfinense o mais efetivo da Europa na temporada.

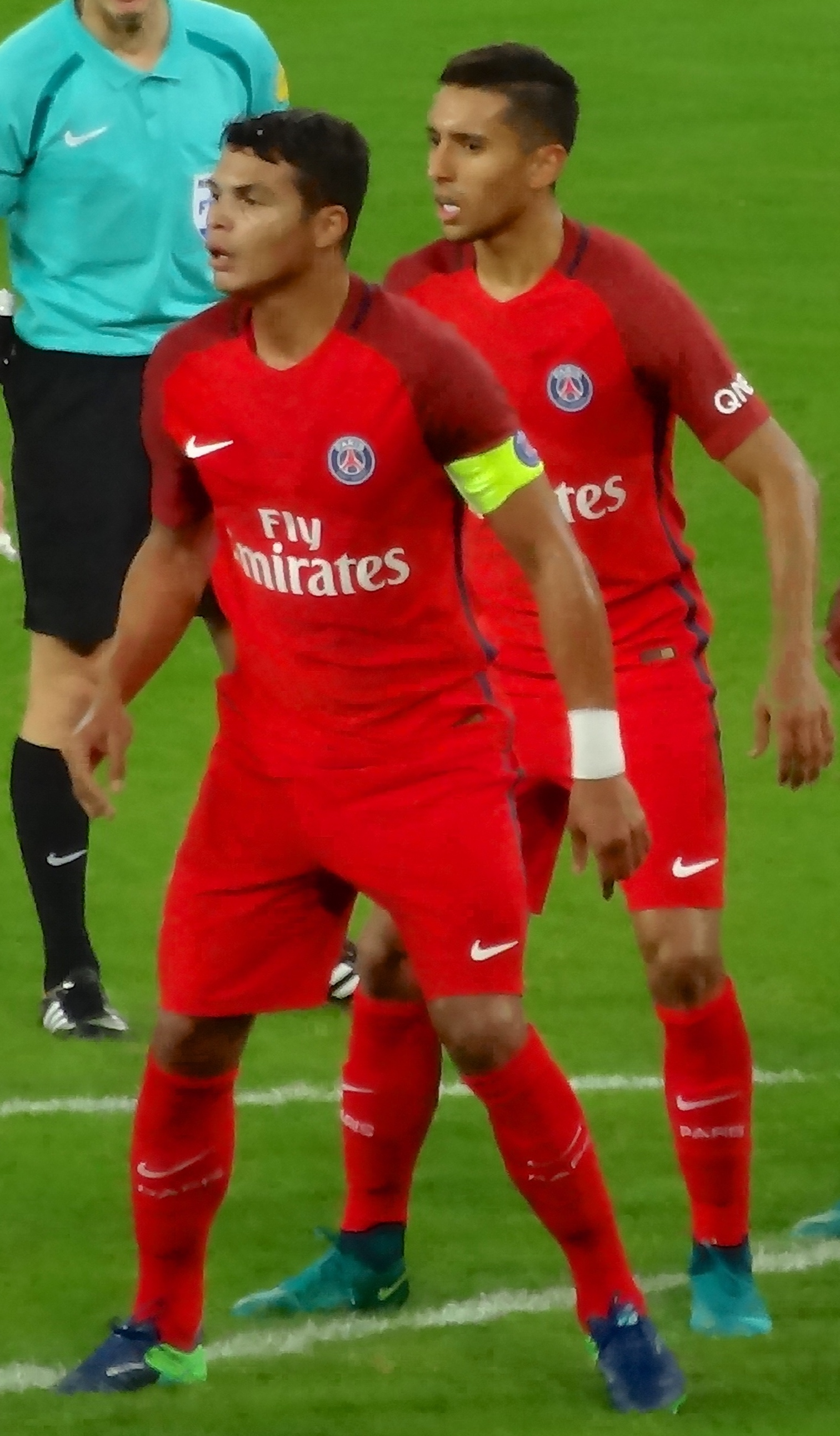
Os zagueiros Thiago Silva e Marquinhos

O Paris Saint-Germain foi pentacampeão do Campeonato Francês e da Copa da Liga Francesa e ganhou a nona Copa da França, além de ganhar a Supercopa da França de 2015, porém na Liga dos Campeões foi eliminado pelo Barcelona nas quartas de final perdendo as duas partidas, após ter passado pelo Chelsea.
Na temporada 2015–16 o Paris Saint Germain teve a chegada do craque argentino Ángel Di María vindo do Manchester United. Di María havia brilhado na Copa do Mundo FIFA de 2014 no Brasil, sendo considerado por muitos o melhor jogador da competição. Ainda vieram o lateral-esquerdo Layvin Kurzawa, que tinha feito uma bela temporada no Monaco, o volante francês Benjamin Stambouli, que foi repatriado do Tottenham, e o goleiro alemão Kevin Trapp, que estava no Eintracht Frankfurt. Nessa mesma temporada saíram do clube o argentino Ezequiel Lavezzi, vendido ao Hebei Fortune, da China, por não ter espaço no clube parisiense, e o volante francês Yohan Cabaye, vendido ao Crystal Palace.
O Paris Saint-Germain conquistou novamente a Ligue 1, a Copa da Liga e a Copa da França, tornando-se hexacampeão das duas primeiras e decacampeão da última, além da Supercopa da França de 2016. Assim como na temporada anterior, o PSG avançou para a fase final da Liga dos Campeões da UEFA como segundo de seu grupo, enfrentou e passou pelo Chelsea nas oitavas de final e perdeu nas quartas de final, porém dessa vez para o Manchester City. O primeiro jogo foi no Parc des Princes, em Paris, e o placar foi 2 a 2; a segunda partida aconteceu no City of Manchester, em Manchester e o Paris Saint-Germain perdeu por 1 a 0, com gol do meio-campista belga Kevin De Bruyne que acabou selando a classificação os britânicos. A eliminação fez a imprensa francesa criticar muito Laurent Blanc e a chamada "Geração Ibrahimović"; o treinador, que apostou num esquema com três zagueiros na partida, assumiu a culpa e aceitou os riscos da demissão.

#### Ibrahimović e Laurent Blanc saem do time (2016)

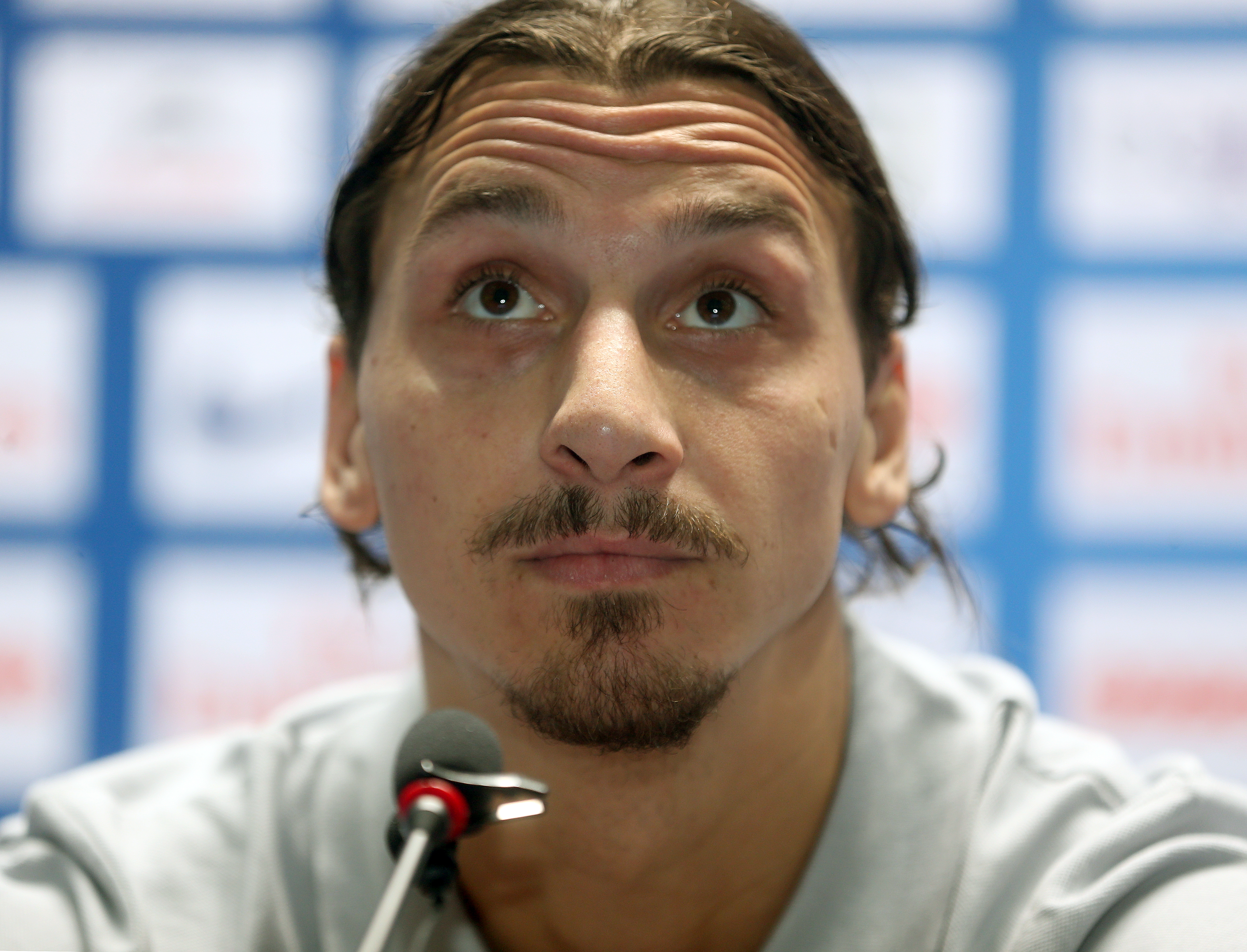
Zlatan Ibrahimović em entrevista pelo PSG

Na temporada de 2016–17 o técnico Laurent Blanc saiu da equipe parisiense, assim como o então maior artilheiro da história do Paris Saint-Germain, o sueco Zlatan Ibrahimović, que não quis renovar seu contrato e foi para o Manchester United a custo zero. Para o lugar de Blanc chegou o treinador espanhol Unai Emery, vindo do Sevilla, e além de Ibra também saíram David Luiz, que retornou ao Chelsea por 35 milhões de euros, o lateral Lucas Digne, vendido ao Barcelona, o volante Benjamin Stambouli, que ficou sem espaço na equipe e foi para o Schalke 04, além do lateral-direito van der Wiel, que foi de graça para o Fenerbahçe, da Turquia. No entanto, o Paris Saint-Germain também trouxe reforços como o meia alemão Julian Draxler, que veio do Wolfsburg por 40 milhões de euros, o volante polonês Grzegorz Krychowiak, que veio do Sevilla e já havia jogado com Unai Emery, além do atacante espanhol Jesé Rodríguez, que veio do Real Madrid, o meio-campista francês Hatem Ben Arfa, o lateral belga Thomas Meunier e o jovem meia argentino Giovani Lo Celso.
A temporada 2016–17 vinha sendo mediana até então, com o time no 2º lugar da Ligue 1, mas teve um grande momento de fevereiro para março, na Liga dos Campeões o PSG passou da fase de grupos sem muitos problemas, nas oitavas de final em jogos de ida e volta, goleou o Barcelona por 4 a 0 no Parc des Princes e foi para o Camp Nou com uma grande vantagem, foi aí que veio um recorde negativo para o clube, o Barcelona conseguiu uma virada histórica, goleando o PSG por 6 a 1, tendo como o principal jogador da partida o brasileiro Neymar que fez dois gols, sofreu um pênalti e deu uma assistência aos 49 minutos do segundo tempo, consequentemente quem avançou para a próxima fase da competição foi o Barcelona. Na Ligue 1 o Monaco sagrou-se campeão, mesmo tendo um investimento bem inferior ao PSG, o grande destaque foi o francês Kyliam Mbappé.

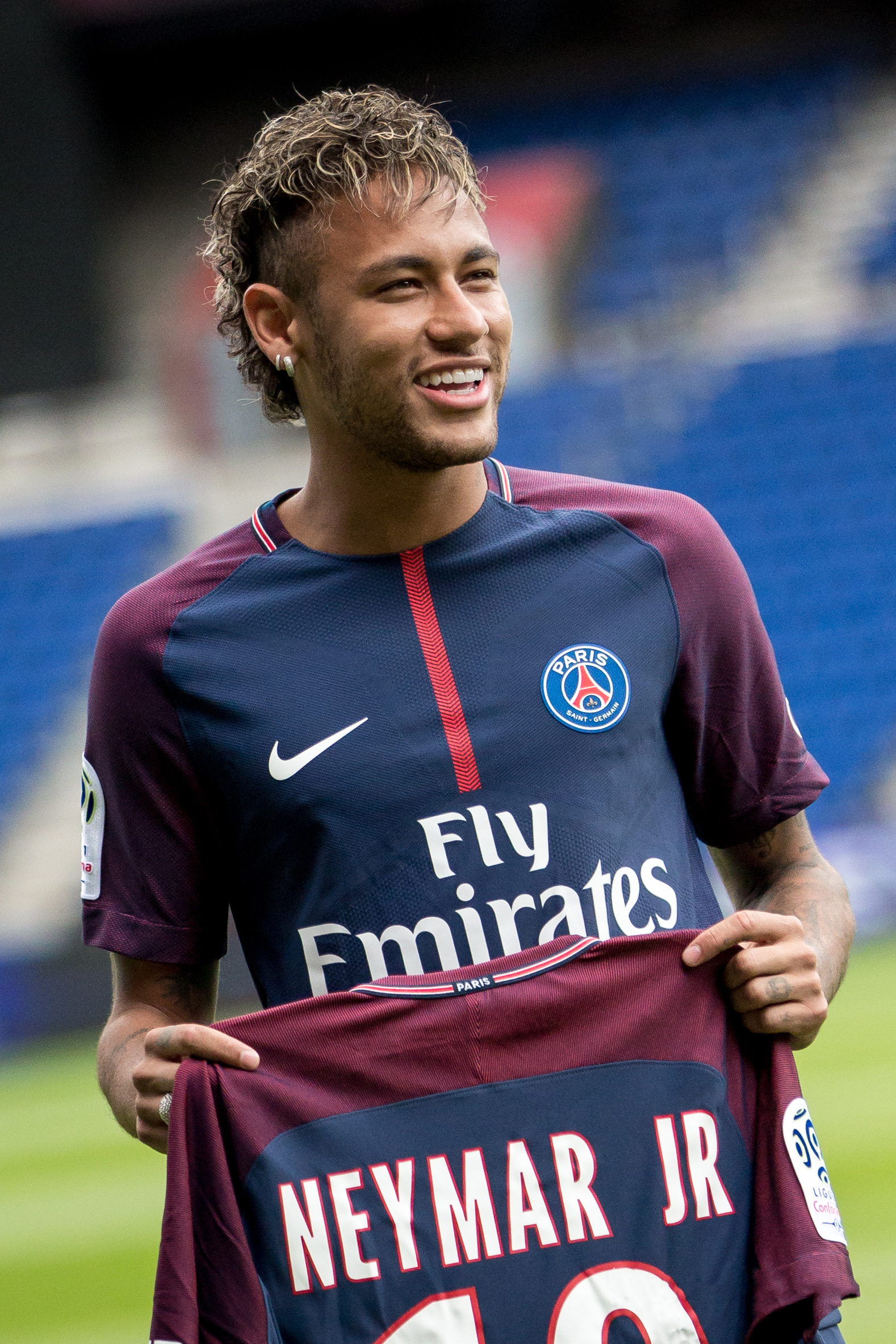
Neymar foi a contratação mais cara da história do futebol mundial, custou ‎222 milhões de euros aos cofres do Paris Saint-Germain

#### Neymar é contratado (2017–2022)
A pressão da torcida pelo insucesso da equipe nas duas principais competições da temporada 2016–17 foi enorme e houve muita especulação sobre a saída do técnico Unai Emery, porém Nasser Al-Khelaïfi bancou sua permanência frente a equipe parisiense e garantiu também a permanência de jogadores especulados pelo mercado como Di María e Verratti. Além disso, o presidente prometeu a contratação de jogadores para tentar conquistar a Liga dos Campeões da UEFA e faturar mais uma Ligue 1.
Após semanas de especulações, no dia 3 de agosto de 2017 o atacante Neymar foi anunciado oficialmente como jogador do Paris Saint-Germain. Vindo do Barcelona, o brasileiro foi a transferência mais cara da história do futebol: 222 milhões de euros (aproximadamente R$ 821 milhões na cotação do euro na época). O meio-campista argentino Javier Pastore, então dono da camisa 10, cedeu o número a Neymar, que chegou como principal estrela da equipe. Em sua estreia pelo PSG, no dia 13 de agosto, Neymar fez gol, deu assistência e abusou dos dribles na vitória por 3 a 0 sobre o Guingamp, fora de casa, pela segunda rodada da Ligue 1 de 2017–18. O brasileiro assinou contrato com o clube francês até o dia 30 de junho de 2022.
Além de Neymar, quem também chegou para reforçar a equipe foi o jovem atacante Kylian Mbappé, grande destaque da Ligue 1 de 2016–17 (campeão com o Monaco). O PSG fechou com o jogador por empréstimo de um ano, com opção de compra por 180 milhões de euros no final do contrato. Outros reforços foram o lateral-direito brasileiro Daniel Alves, vindo da Juventus a custo zero, já que seu contrato com a equipe italiana havia terminado, e o lateral espanhol Yuri Berchiche, vindo da Real Sociedad.
Enquanto o time caminhava tranquilamente na Ligue 1, tendo conquistado sete das oito últimas temporadas, inclusive sendo campeão de todas as edições após a chegada de Neymar, pelo outro lado, na Liga dos Campeões da UEFA deixou a desejar. Após passar da fase de grupos, o Paris Saint-Germain encarou nas oitavas de final o Real Madrid, campeão nas duas últimas temporadas. No primeiro jogo, em Madri, os donos da casa venceram por 3 a 1. No segundo jogo, em Paris, o Real Madrid venceu novamente, dessa vez por 2 a 1. Com a derrota por 5 a 2 no agregado, o Paris Saint-Germain foi eliminado precocemente nas oitavas de final.
Na temporada 2018–19, mesmo tendo o melhor ataque da fase inicial, com 17 gols em seis jogos, a equipe foi eliminada novamente nas oitavas de final da Liga dos Campeões da UEFA, após perder para o Manchester United. Mesmo com o placar favorável de 2 a 0 fora de casa, a equipe perdeu por 3 a 1 em casa e acabou eliminada, mesmo com o agregado de 3 a 3, no quesito de gol fora. Apesar da conquista da Supercopa da França e da Ligue 1, a temporada foi decepcionante, pois o clube perdeu a final da Copa da França para o modesto Rennais, foi eliminado na Copa da Liga para o Guingamp e sofreu sua pior derrota no campeonato francês do século, 5x1 para o vice-campeão Lille.
Já na temporada de 2019–20, o PSG conquistou novamente a Ligue 1, a Copa da França, a Copa da Liga Francesa e a Supercopa da França. Já na Liga dos Campeões, passou em primeiro em seu grupo. No mata-mata venceu o Borussia Dortmund nas oitavas de final por 3 a 2 no agregado, e derrotou a Atalanta por 2 a 1 nas quartas de final, se classificando para a semifinal, igualando sua melhor campanha na competição. No dia 18 de agosto de 2020, a equipe derrotou o RB Leipzig na semifinal por 3 a 0 e chegou à sua primeira final de Liga dos Campeões na história, perdendo para o Bayern de Munique por 1 a 0, com o gol de Kingsley Coman, ex-jogador da equipe parisiense.

#### Chegada de Messi e outros astros (2021–2023)

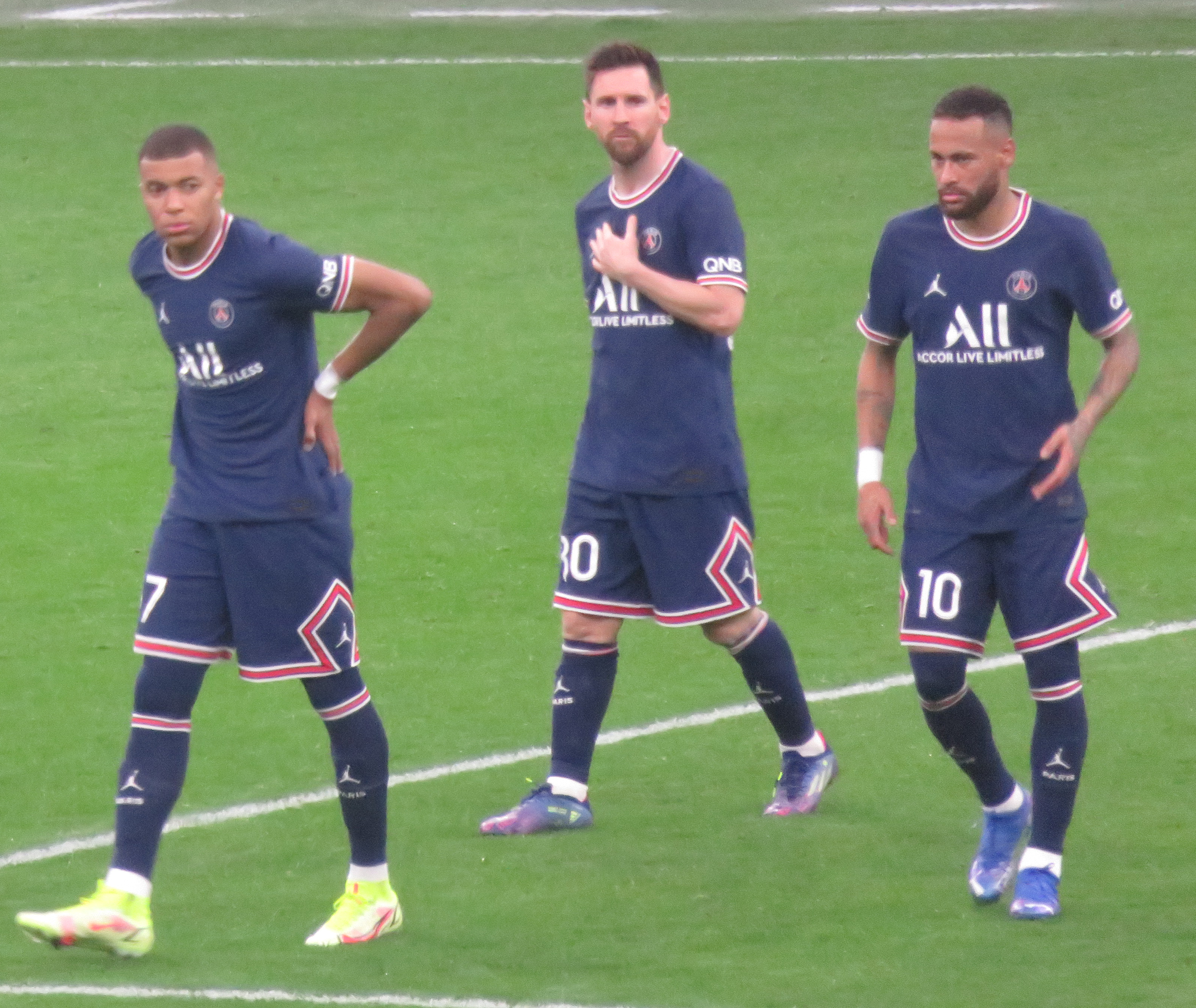
Neymar Jr, Messi e Mbappe na Temporada 21/22

O Paris Saint-Germain fez grandes contratações na temporada 2021–22, sendo a principal delas o atacante Lionel Messi, que só havia jogado no Barcelona e chegou a custo zero depois de não renovar com o clube espanhol. Além de Messi, também chegaram sem custos o zagueiro Sergio Ramos (ex-Real Madrid) e o goleiro Gianluigi Donnarumma (ex-Milan). Outros destaques contratados nessa temporada foram o volante Georginio Wijnaldum (ex-Liverpool) e o lateral-direito Achraf Hakimi (ex-Internazionale).

#### A conquista da desejada Champions League (2024-2025)
A temporada 2024–25 marcou a 51ª participação consecutiva do Paris Saint-Germain na Ligue 1, e a 55ª de sua história. Sob o comando do treinador Luis Enrique, o clube viveu uma das campanhas mais vitoriosas de sua trajetória.
| Competição            | Resultado    |
| --------------------- | ------------ |
| Ligue 1               | Campeão (1º) |
| Coupe de France       | Vencedor     |
| Trophée des Champions | Vencedor     |
| UEFA Champions League | Campeão      |
| FIFA Club World Cup   | Vice campeão |
| Copa Intercontinental | Finalista    |
| Supercopa da UEFA     | Finalista    |

Escalação do PSG vs Real Madrid pelo Mundial de Clubes

- Na Ligue 1, o PSG sagrou-se campeão nacional pela 13ª vez, mantendo-se invicto até a 28ª rodada e finalizando o campeonato com ampla vantagem sobre os adversários.[30]

- Nas competições nacionais, também conquistou a Coupe de France e o Trophée des Champions, consolidando sua hegemonia no cenário doméstico e conseguindo uma triplice coroa nacional.[31]

- Na UEFA Champions League, o PSG conquistou o título europeu pela primeira vez. Nas oitavas de final, empatou com o Liverpool em 1–1 no tempo normal, vencendo por 4–1 nos pênaltis. Nas quartas de final, enfrentou o Aston Villa e venceu com um agregado de 5–4. Na semifinal, superou o Arsenal com um placar agregado de 3–1. A final foi disputada em Munique, onde o PSG venceu a Internazionale por 5–0, alcançando a tríplice coroa continental (Liga nacional, copa nacional e Champions League).[32]
- No Mundial de Clubes da FIFA de 2025, o Paris Saint-Germain chegou como um dos favoritos, com 18,5% de probabilidade de título segundo projeções de supercomputadores.[33] Sorteado no Grupo B ao lado de Botafogo, Atlético de Madrid e Seattle Sounders, iniciou a competição com uma vitória por 4–0 sobre o Atlético de Madrid[34]. Em seguida, foi surpreendido pelo Botafogo, perdendo por 1–0 com gol de Igor Jesus e assistência de Savarino[35]. Na terceira rodada, venceu o Seattle Sounders por 2–0, avançando como líder do grupo.[36] Nas oitavas de final, derrotou o Inter Miami por 4–0.[37] Nas quartas de final, enfrentou o Bayern de Munique, vencendo por 2–0 mesmo com duas expulsões (Pacho e Lucas Hernández).[38] Na semifinal, goleou o Real Madrid por 4–0, em um dos maiores placares da história do confronto.[39] Na final do Mundial, contra o Chelsea, o PSG acabou sendo derrotado pelo Chelsea, por dois gols de Cole Palmer e um do brasileiro João Pedro, acabando com um 3-0 para o time ingles.[40]
- Em 13 de agosto de 2025, o Paris Saint-Germain enfrentará o Tottenham Hotspur, atual campeão da Liga Europa da UEFA, na Supercopa da UEFA, em busca de seu quinto título na temporada.[41]
- Em 17 de dezembro de 2025, o clube disputará a final da Copa Intercontinental da UEFA de 2025, contra um adversário ainda indefinido, com a possibilidade de conquistar seu sexto título na temporada.

Na abertura da temporada 2025-26 o clube conquistou a Supercopa da UEFA pela primeira vez em sua história, ao derrotar o Tottenham no Estádio Friuli, na Itália nas penalidades após empate de 2 a 2 no tempo normal.

## Estádio

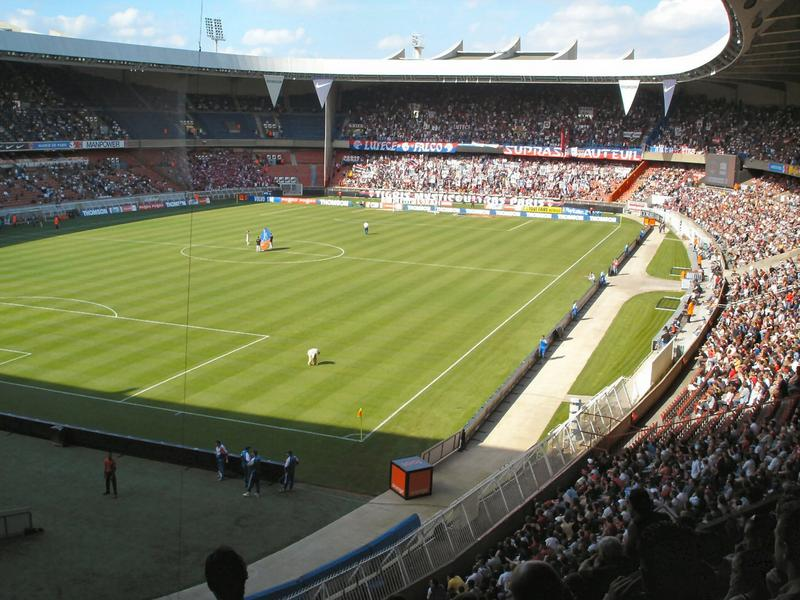
Parc des Princes, casa do Paris Saint-Germain

O Parc des Princes é o estádio do Paris Saint-Germain desde julho de 1978, sendo o principal local onde o clube joga suas partidas. As novas instalações inauguradas em 25 de maio de 1972, foram utilizadas pela primeira vez pelo Paris Saint-Germain em 10 de novembro de 1973, em um jogo do Campeonato Francês Divisão 2 (atual Ligue 2) para enfrentar o Estrela Vermelha de Saint-Ouen, quando o resultado foi de 4 a 1 para o clube parisiense.
O Paris Saint-Germain compartilhou o estádio com outros clubes de futebol (Paris Football Club, em 1978-1979 e Matra Racing, atual Racing Club de France, entre 1984–90) e as seleções francesas de futebol e rugby até 15 de fevereiro de 1998, data da abertura do Stade de France, atual estádio dessas seleções. A transferência do Paris Saint-Germain para o Stade de France, que fica em Saint-Denis, foi por um tempo mencionada, mas acabou esquecida. As cores dos assentos do estádio eram azul, vermelho e amarelo desde 1972 e estão em azul e vermelho desde 1998.

## Escudo

Escudos utilizados pelo clube.

O primeiro emblema do Paris Saint-Germain era basicamente o mesmo que o logotipo original do Paris FC (PFC). Tendo que se fundir e dar à luz o clube usando o estádio Stade Saint-Germain, o brasão do PFC manteve seu design original, mas o nome abaixo mudou de "Paris FC" para "Paris Saint-Germain Football Club". Este emblema consistia em uma bola de futebol azul com um navio vermelho dentro dela. Este último é um símbolo histórico de Paris e está presente no brasão da cidade. O nome do clube estava escrito abaixo em vermelho. O PSG, no entanto, se separou do PFC em 1972 e, portanto, precisava de uma novo emblema. 
Representando Paris e Saint-Germain-en-Laye, o segundo escudo do clube se tornou a base daquele que os fãs conhecem hoje. O logotipo redondo apresentava a Torre Eiffel em vermelho contra um fundo azul com dois símbolos de Saint-Germain em branco entre suas pernas: uma flor-de-lis e o berço de Luís XIV. Este brasão foi criado por Christian Lentretien, ex-membro do conselho do PSG e publicitário de profissão, em 1972. Foi usado pela primeira vez até 1982. 
O Parc des Princes, estádio do clube, foi adicionado abaixo do escudo em 1982 e durou até 1990. Após um breve retorno do emblema tradicional entre 1990 e 1992, os ex-proprietários do Canal + mudaram radicalmente em 1992. O novo modelo tinha a sigla "PSG" em branco contra um fundo azul-branco-vermelho-branco-azul (como o padrão de cores da camisa Hechter) com "Paris Saint-Germain" por baixo em branco contra um fundo preto. 
Sob pressão dos apoiadores, o tradicional brasão voltou em 1995 com "Paris Saint-Germain" acima da torre e "1970" abaixo do berço. Este logotipo passou por uma pequena reformulação em 2002. A pedido dos proprietários do clube, no Catar, o brasão tradicional passou por uma grande reforma em 2013. "Paris" agora está escrito em grandes letras brancas em negrito acima de uma grande Torre Eiffel, claramente apresentando a marca “Paris” em vez de “Paris Saint-Germain”. Abaixo dele, “Saint-Germain” está escrito em letras menores abaixo da flor-de-lis. Em contraste, o berço e o ano de fundação do clube "1970" foram deixados de fora. Jean-Claude Blancdisse, vice gerente geral do PSG, afirmou: “Somos chamados de Paris Saint-Germain, mas, acima de tudo, somos chamados de Paris.”

## Cores e uniforme
O Paris Saint-Germain utilizou principalmente a cor branca até 1970 quando se chamavam Saint-Germain-en-Laye e também, na sequência da fusão com o Paris FC, o clube adotou as cores azul e vermelho de Paris associadas com o branco dos sangermanois. A primeira camisola do PSG, em 1970, era vermelha com calções brancos e meiões azuis. As cores branca e azul são utilizadas na gola e nas mangas respectivamente. O escudo do clube é colocado sobre o coração. Em 1970–71 o logotipo do fabricante (Le Coq Sportif) normalmente não é visível (alguns são flocados na camisola, outros não), enquanto a época seguinte, o logotipo do equipamento esportivo é sempre visível. Outra variação em relação à camisola da última temporada que foi utilizada entre 1971–73, passa agora a ser uma gola em V azul. Do mesmo modo, as mangas azuis, o calção branco e meiões azuis permaneceram inalteradas.
| De 1973 a 1974, de 1975 a 1981, de 2005 a 2009 e de 2011 a 2012 |

O designer Daniel Hechter entrou no clube em maio de 1973 e desenhou uma camisola que se tornou um símbolo do clube. É constituída por uma camisola é azul com uma barra vertical central vermelha emoldurada por listras brancas em volta. Esta camisola que se diz "histórica" foi exibida a partir da temporada 1973–74 na segunda divisão. As cores azul e vermelho mudaram e o tamanho do vermelho na listra central também. Esta camisola está ainda em uso até hoje, mas tem havido muitas tentativas de alteração, rejeitada por todos os adeptos. Foi utilizada uma combinação inversa, camisola vermelha com listra central azul e listras brancas em volta, calção e meiões vermelhos foram utilizados como uniforme principal na temporada 1974–75.

Francis Borelli, o sucessor de Daniel Hechter, foi o primeiro a tentar substituir a camisola estilo "Hechter", tratava-se de uma camisola branca com duas listras à direita na vertical, uma vermelha e outra azul, juntamente com calção e meiões brancos. Essa combinação foi utilizada como segundo uniforme de 1978–81, sendo promovido à primeiro uniforme de 1981–90, enquanto a versão "Hechter foi relegada à categoria de segundo uniforme até 1987. Em 1990, uma versão branca com uma Torre Eiffel estilizada em vermelho e azul foi utilizada. Esta camisola ainda foi utilizada em duas temporadas e previu a transição entre a era da época de Borelli para Canal+. Na temporada 1992–93, o clube adotou uma camisola branca com mangas azuis e detalhes vermelhos nos punhos e na gola, calção e meiões brancos.
| De 1994 a 2000 |
| De 2002 a 2005 |

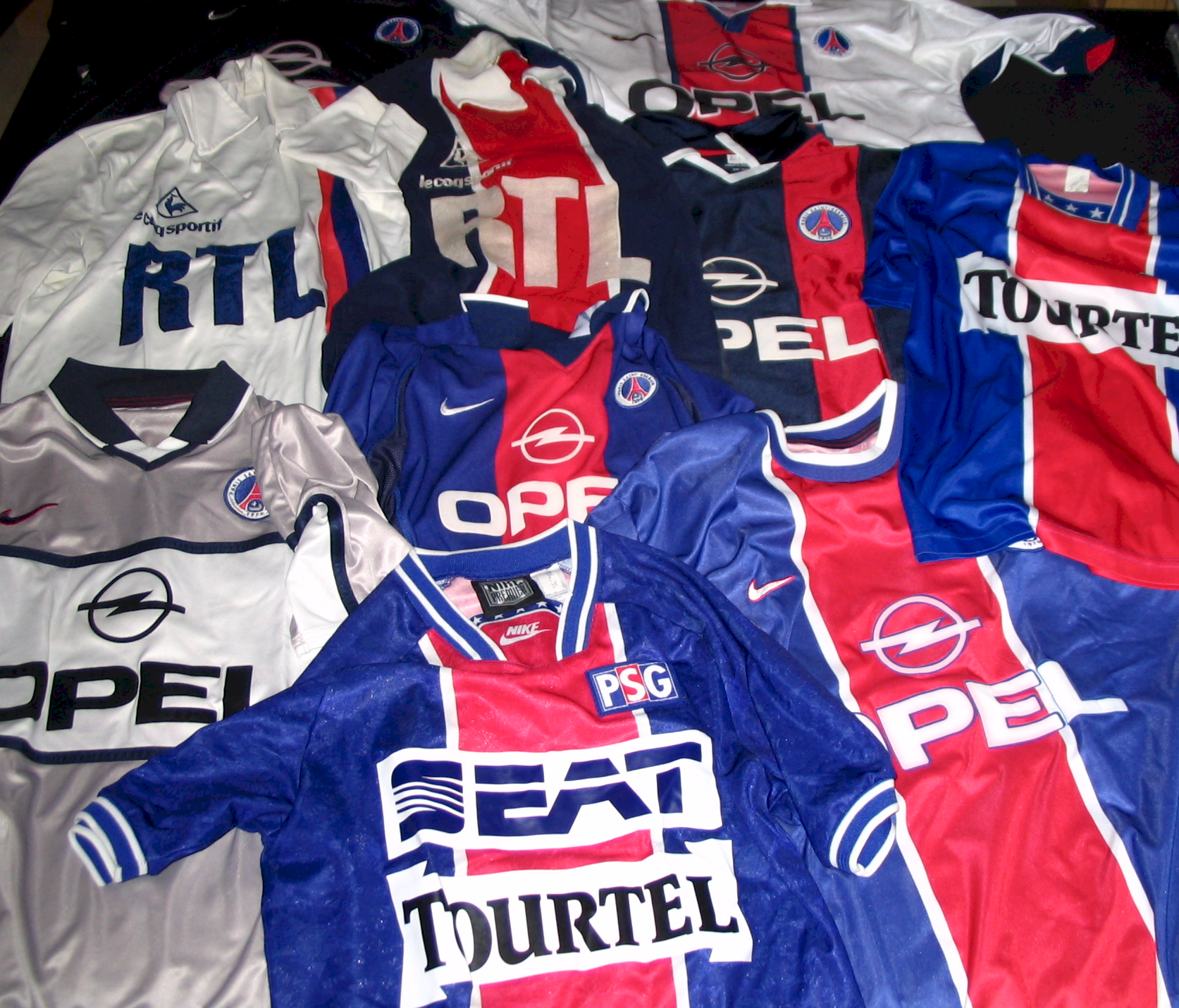
Uniformes utilizados pelo PSG

O branco foi abandonado em 1993 por uma camisola predominantemente vermelha e azul com barras verticais nas laterais. Apelidado de "cobertura" pelos fãs, esta camisola é rapidamente substituída em 1994 por uma réplica da versão "Hechter". Houve várias variações, mas as cores permaneceram as mesmas até 2000. Nessa altura, o azul-marinho torna-se mais branco e as fronteiras desaparecem, provocando a ira dos adeptos. Ignorando as exigências dos seus adeptos, o clube continua a mudar o equipamento em 2001, reduzindo drasticamente a largura da listra vermelha, que acaba por ser deslocada à esquerda. Em 2002, os brancos das fronteiras reaparecem. Esta camisola é mantida três temporadas. Em 2005, volta a camisola "histórica", para deleite dos fãs.
A segunda camisola foi principalmente branca antes de 1981 e após 1993, entre estas duas datas, a camisola "histórica" foi usada como tal. Note o uso de uma camisola cinza e branco (1999 a 2001) e uma camisola cinza em 2001–02, uma camisola vermelha em 2004–05 e um foquete jersey, no período 2006–07, Como uma segunda jersey.
A Le Coq Sportif forneceu o material de 1970 até 1975, em seguida Kopa assumiu na temporada 1975–76, antes de retornar para Le Coq Sportif em 1976-1977. A Pony forneceu ao PSG em 1977–78, mas Le Coq Sportif recuperou o contrato do PSG de 1978 a 1986. Adidas, então dona de Le Coq Sportif, tornou-se o fornecedor do clube por duas temporadas até 1989, quando o PSG assinou com a Nike. O PSG já utilizou uniformes de duas marcas esportivas em uma mesma temporada. Durante a temporada 2002–03 e 2003–04, o PSG utilizava camisa da Nike, em partidas da Ligue 1 e da Champions League. No entanto, quando os jogos eram válidos pela Copa da França, o clube utilizava uma camisa assinada pela Adidas, que curiosamente trazia o mesmo desenho do kit feito pela Nike, com a mudança de patrocinadores, logotipo e o acréscimo das três listras nos ombros.
Isso acontecia porque até a temporada 2005–06, a Federação Francesa de Futebol tinha contrato com a Adidas, e uma das cláusulas era a de que os clubes deveriam utilizar uniformes feitos pela marca para disputar a competição, regra essa que não parece ter nenhum sentido hoje em dia onde os principais clubes ganham fortunas para deixar que uma fornecedora fabrique seus uniformes.

## Material esportivo e patrocinadores[45]
| Período    | Material Esportivo | Patrocinador         |
| ---------- | ------------------ | -------------------- |
| 1970–1972  | Le Coq Sportif     | Nenhum               |
| 1972–1973  | Le Coq Sportif     | Montréal             |
| 1973–1974  | Le Coq Sportif     | Canada Dry           |
| 1974–1975  | Le Coq Sportif     | RTL                  |
| 1975–1976  | Kopa / Adidas      | RTL                  |
| 1976–1977  | Le Coq Sportif     | RTL                  |
| 1977–1978  | Pony / Kopa        | RTL                  |
| 1978–1986  | Le Coq Sportif     | RTL                  |
| 1986–1988  | Adidas             | Canal+ / RTL         |
| 1988–1989  | Adidas             | RTL / La Cinq        |
| 1989–1990  | Nike               | RTL / TDK            |
| 1990–1991  | Nike               | Alain Afflelou / RTL |
| 1991–1992  | Nike               | Commodore / Müller   |
| 1992–1994  | Nike               | Commodore / Tourtel  |
| 1994–1995  | Nike               | SEAT / Tourtel       |
| 1995–2002  | Nike               | Opel                 |
| 2002–2006  | Nike               | Thomson              |
| 2006–2019  | Nike               | Fly Emirates         |
| 2019–2022  | Nike               | AccorHotels          |
| 2022–atual | Nike               | Qatar Airways        |

## Rivalidades

### Outros times de Paris
Tradicionalmente, o rival do Paris Saint-Germain seria o Racing Club de Paris. O derby da capital francesa era o único que reunia clubes de uma mesma cidade na França, e opunha a tradição maior do Racing (de melhor momento na primeira metade do século XX e quase cem anos mais velho) com a crescente ascensão do Paris Saint-Germain. O clássico, porém, acabou por ocorrer poucas vezes: as constantes crises do Racing, somadas a uma falência, o fizeram sair de cena, deixando os tricolores sozinhos na elite a partir do início da década de 1990. Em menos tempo de existência, o Paris Saint-Germain já conseguiu mais títulos que este rival na Ligue 1 e na Copa da França, além de um título internacional (a Recopa Europeia de 1996). Luis Fernández, David Ginola, Vincent Guérin e Antoine Kombouaré jogaram nos dois, e Steven N'Zonzi, campeão da Copa do Mundo FIFA de 2018, integrou os juvenis de ambos. Curiosamente, os departamentos de basquetebol dos dois clubes chegaram a se fundir na década de 1990, conseguindo a liga francesa de 1997. O chamado Paris Saint-Germain Racing revelou Tony Parker e teve também Laurent Sciarra e Yann Bonato, dentre outros destacados jogadores franceses deste esporte.
Outros clubes tradicionais parisienses que antes rivalizavam com o Racing Club, tais como o Stade Français e o Red Star (fundado por Jules Rimet), já haviam decaído muito antes do surgimento do Paris Saint-Germain, a ponto de já estarem na ocasião em divisões das mais baixas do futebol francês. O Red Star ainda conseguiu competir brevemente com o novato: subiu para a elite com ele ao fim da temporada 1973–74 (curiosamente, a mesma em que o Paris FC, que se dissolvera do Paris Saint-Germain, caiu) e assim ambos estiveram na primeira divisão na temporada 1974–75, quando o Red Star caiu. Autoproclamado o clube mais tradicional de Paris, sendo um dos fundadores da Ligue 1, o Red Star não mais voltou à elite desde então. No profissionalismo, sua única conquista foi a Copa da França em 1942, após ter ganho o troféu quatro vezes na década de 1920, ainda no amadorismo.
O Red Star e o Paris Saint-Germain possuem torcidas de estereótipos ideologicamente distintos. Os setores mais proeminentes da torcida do Paris Saint-Germain possuem uma torcida mais alinhada com a direita e extrema-direita, com episódios de intolerância sendo praticados em especial pela torcida organizada Boulogne Boys, que chegou a ser banida pela diretoria do clube em função da má imagem gerada — os atritos vinham atingindo até mesmo outros torcedores do PSG, captados nas comunidades de imigrantes na cidade. A torcida do Red Star, por sua vez, gaba-se do envolvimento do clube na resistência à ocupação da França pela Alemanha Nazista na Segunda Guerra Mundial, onde o estádio foi usado como esconderijo de armas, com alguns membros sendo executados pelos nazistas — as vítimas mais renomadas foram o médico Jean-Claude Bauer, que nomeia o estádio, e o goleiro italiano Rino Della Negra.
Apesar dessas diferenças ideológicas, não há maior rivalidade entre os clubes; o próprio nome Red Star não tem nenhuma relação com o comunismo, sendo inclusive mais antigo que o uso da estrela vermelha como ícone esquerdista. Além disso, quando conviviam na primeira divisão na década de 1970, os tricolores eram vistos como novatos e pequenos demais para despertar antipatia mútua por parte dos alviverdes. O tempo e o desencontro entre os dois inverteram essa percepção, com o declínio do Red Star e a grande ascensão do PSG inviabilizando a criação de um clássico entre os dois, algo que o Red Star viria a cultivar com o Paris FC — contra quem os encontros ficaram frequentes, condimentados pela imagem racista do rival. O bósnio Safet Sušić, que chegou a ser eleito de modo oficial o maior ídolo da história do PSG, encerrou a carreira no Red Star. Vincent Guérin, ex-jogador também do Racing, foi outro a encerrar carreira no Red-Star.
Já Racing Club e Stade Français estão com o seu futebol em níveis amadores, sendo mais proeminentes no rugby union, onde estão entre as grandes forças nacionais. O Stade foi campeão francês nessa modalidade em 2015 e o Racing, em 2016. O PSG também chegou a possuir um departamento para a bola oval, mas da modalidade rugby league, entre 1995 e 1997, quando inclusive competiu no campeonato inglês deste esporte.

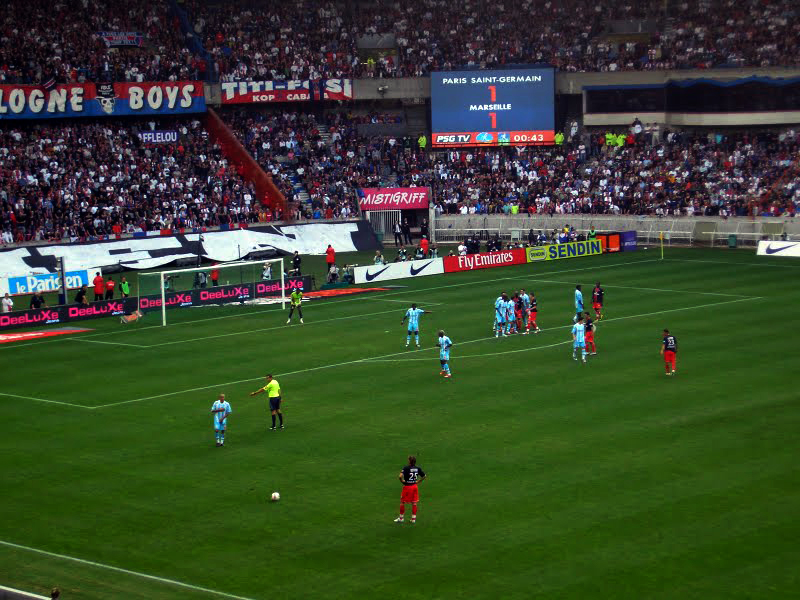
Paris Saint Germain x Olympique de Marseille em 2007, no Parc des Princes

Além dos confrontos contra Red Star e Racing, a outra única equipe parisiense que o Paris Saint-Germain enfrentou na primeira divisão foi o Paris FC, uma das equipes que deram origem ao próprio PSG (em fusão com o Stade Saint-Germain) mas que dele separou-se poucos anos depois. Foram apenas dois confrontos entre PSG e PFC, ambos na temporada 1978-79, a única em que conviveram na primeira divisão e a última disputada pelo PFC — que chegou a fundir-se com o Racing em 1983, separando-se em 1996. Mamadou Sakho e Gabriel Obertan jogaram nas categorias juvenis das duas equipes. No futebol adulto, Jean Djorkaeff defendeu ambos, sendo um dos jogadores do elenco de fundação do PSG em 1970. Com a separação, em 1972, seguiu carreira no PFC, onde parou de jogar.

### Le Classiquecom o Olympique de Marseille
Com a falta de um grande clássico regional, uma rivalidade maior, com o Olympique de Marseille (curiosamente, clube que tinha no rugby union seu esporte principal), acabou se estabelecendo na década de 1990, após a saída do Racing das divisões superiores. Trata-se de um duelo entre a capital, ao norte, e a principal cidade do sul da França, ficando conhecido como Le Classique ou Derby de France.
O Olympique de Marseille vinha sendo a força dominante no país a partir do final da década anterior, conseguindo um pentacampeonato seguido, trajetória interrompida por decisões extracampo: envolvido em manipulações de resultados, foi colocado na segunda divisão na temporada 1993/94, cujo título na Ligue 1 ficou com o Paris Saint-Germain. A injeção financeira que os parisienses tiveram do Canal+, para o ressentimento dos torcedores marselheses, os mais numerosos do país, só fez a rixa crescer ainda mais.
Esta rivalidade remanesceu apesar de certa decadência do Paris Saint-Germain desde o final dos mesmos anos 90, sendo considerada uma das maiores do mundo. O Olympique de Marseille ainda tem supremacia nos títulos mais importantes (possui dez na Ligue 1 e na Copa da França, além de ser o único francês campeão da Liga dos Campeões da UEFA) e na quantidade torcedores; sua torcida é a maior da França enquanto o Paris Saint-Germain aparece geralmente como a terceira maior atrás do Olympique Lyonnais. O PSG, por sua vez, possui mais vitórias no Classique.
Por conta do OM usar as cores branco e azul celeste (curiosamente, assim como o Racing de Paris), o anúncio de que o PSG adotaria um tom mais claro de azul, por ser a cor da família real do Catar que passou a controlar o clube, gerou bastante polêmica em sua torcida, que não aceitaria usar as cores rivais. O primeiro a jogar nos dois foi Jean Djorkaeff. Após a instauração da rivalidade, na década de 1990, os mais renomados a defenderem ambos foram Claude Makélélé, George Weah, Lorik Cana, Gabriel Heinze, Hatem Ben Arfa e Lassana Diarra.

## Torcida

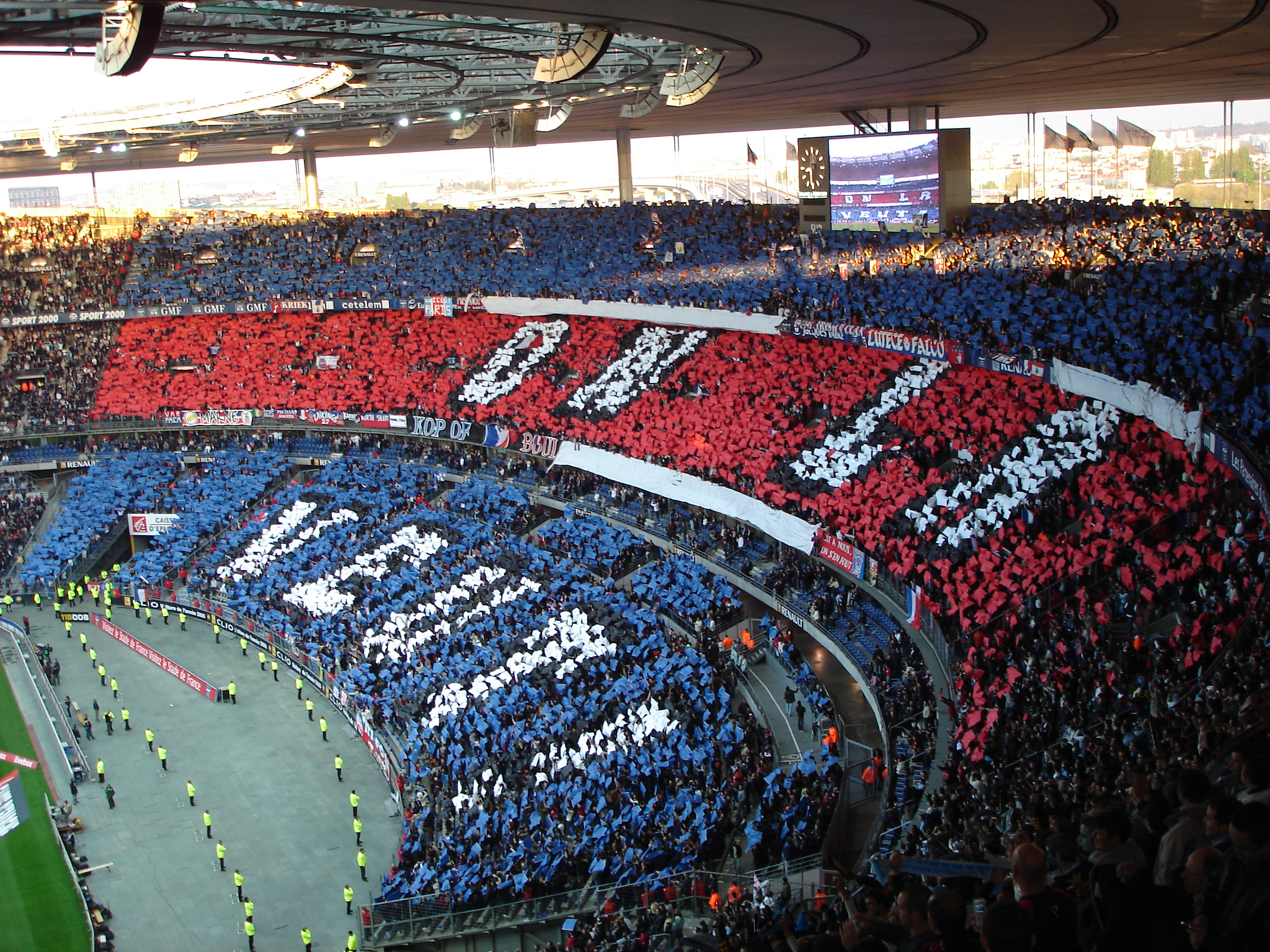
Torcida do PSG na final da Copa da França de 2005–06 contra o Olympique de Marseille

O Paris Saint-Germain é conhecido pela sua torcida tanto da extrema-direita nacionalista de uma seção transversal da França. Os Boulogne Boys agora na Boulogne final do Parc des Princes. Alguns nacionalistas na arquibancada na extremidade direita. Os Boulogne Boys foram a luta contra outros fãs do Paris Saint-Germain durante anos, principalmente contra os Supras Auteuil e Tigris Mystic, que eram formados por torcedores vindos das periferias de Paris principalmente, tendo consequentemente muitos imigrantes em suas composições. No entanto, a noção simplista de que os Boulogne Boys são todos apoiantes da extrema-direita foi dissolvida, pois estes adeptos têm rejeitado as tentativas dos partidos de direita de se infiltrar em suas fileiras.

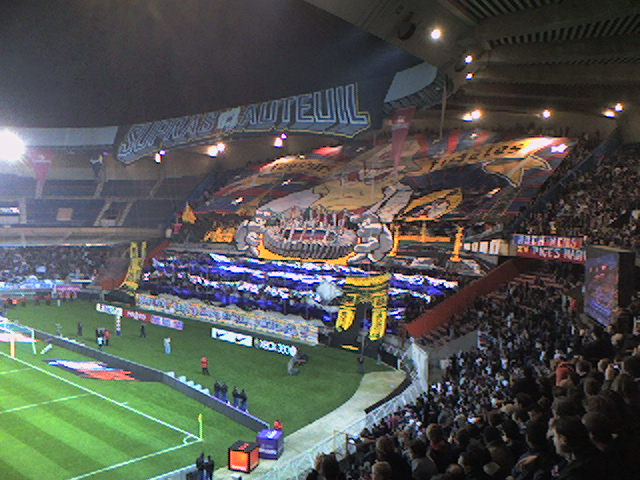
Torcida do PSG com faixas e bandeirões do Supras Auteuil, em 2006

Tem havido um grande aumento no futebol e muita violência tem sido atribuída à apoiantes do PSG. Em 2006, uma estrada perto de estação de serviço Nantes foi destruída quando dois grupos do Paris Saint-Germain se enfrentaram com tacos de beisebol. Na temporada 2005, a polícia de Auxerre avistaram fãs do PSG que lutaram entre si dentro do seu próprio recinto. Confrontos similares, desde então, têm ocorrido em Toulouse, Lens e Paris. Um fã disse à BBC "A maioria das pessoas estão aqui apenas para apoiar a equipe — Eu não acho que a violência vem de adeptos, apenas caras estúpidos de ambos os lados que vêm aqui a lutar, eles devem apenas ir e lutar em um campo, não no Parc des Princes".
O presidente do Paris Saint-Germain, Pierre Blayau, disse à BBC que "quando o clube está a fazer todo o possível, ele está chegando ao limite das suas competências, poderíamos fazer ainda mais no caminho da educação, o que poderia lançar ainda mais campanhas antidiscriminação, para explicar por isso deve permanecer 'futebol entretenimento', impulsionado pelos valores do respeito mútuo. Mas aí vem um ponto em que os indivíduos que se comportam mal e passam do limite — e eu digo indivíduos, eles não torcedores — se tornam delinquentes, tanto em nossos olhos e os dos das autoridades. Nesse caso, o clube não tem os poderes da polícia e das autoridades judiciárias ".
Um dos líderes dos Boulogne Boys chegou a ser assassinado por membros do Supras Auteuil antes de uma partida contra o Olympique de Marseille, que por ser um clássico a polícia francesa já considerava uma partida de risco, como consequência os Supras foram dissolvidos pela polícia. A torcida de extrema-direita Boulogne Boys também não foi poupada, após placas inflamatórias que diziam que os fãs do Lens eram "vagabundos, pedófilos e incestuosos" foram exibidas em um jogo no Stade de France, os membros da Boulogne Boys foram informados pelo Ministro do Interior, que se a torcida não fosse desmantelada eles iriam passar um tempo na prisão, a torcida então foi extinta pela polícia.

## Títulos
| CONTINENTAIS | CONTINENTAIS                     | CONTINENTAIS | CONTINENTAIS |
|              | Competição                       | Títulos      | Temporadas |
| ------------ | -------------------------------- | ------------ | --- |
|              | Liga dos Campeões da UEFA        | 1            | 2024–25 |
|              | Recopa Europeia da UEFA          | 1            | 1995–96 |
|              | Supercopa da UEFA                | 1            | 2025 |
|              | Copa Intertoto da UEFA           | 1            | 2001 |
| NACIONAIS    |                                  |              | |
|              | Competição                       | Títulos      | Temporadas |
|              | Campeonato Francês               | 13           | 1985–86, 1993–94, 2012–13, 2013–14, 2014–15, 2015–16, 2017–18, 2018–19, 2019–20, 2021–22, 2022–23, 2023–24 e 2024–25                            |
|              | Copa da França                   | 16           | 1981–82, 1982–83, 1992–93, 1994–95, 1997–98, 2003–04, 2005–06, 2009–10, 2014–15, 2015–16, 2016–17, 2017–18, 2019–20, 2020–21, 2023–24 e 2024–25 |
|              | Supercopa da França              | 13           | 1995, 1998, 2013, 2014, 2015, 2016, 2017, 2018, 2019, 2020, 2022, 2023 e 2024                                                                   |
|              | Copa da Liga Francesa            | 9            | 1994–95, 1997–98, 2007–08, 2013–14, 2014–15, 2015–16, 2016–17, 2017–18 e 2019–20                                                                |
|              | Campeonato Francês – 2.ª Divisão | 1            | 1970–71 |
| TOTAL        |                                  |              | |
|              | Competição                       | Títulos      | Temporadas |
|              | Total                            | 56           | 4 Continentais e 52 Nacionais |

 Campeão invicto

### Torneios amistosos
- Troféu Cidade de Palma de Mallorca (1): 1982

- Torneio Internacional de Paris (7): 1980, 1981, 1984, 1986, 1989, 1992, 1993

- International Champions Cup (2): 2015, 2016

## Elenco atual
Última atualização: 04 de junho de 2025.

## Futebol Feminino
Última atualização: 28 de dezembro de 2022.
Legenda
- : Capitã
- : Jogadora lesionada

## Estatísticas

### Recordistas de jogos
| #  | País       | Nome               | Período              | Jogos |
| -- | ---------- | ------------------ | -------------------- | ----- |
| 1  | Brasil     | Marquinhos         | 2013–                | 486   |
| 2  | França     | Jean-Marc Pilorget | 1975–1987, 1988–1989 | 435   |
| 3  | Itália     | Marco Verratti     | 2012–2023            | 416   |
| 4  | França     | Sylvain Armand     | 2004–2013            | 381   |
| 5  | Jugoslávia | Safet Sušić        | 1982–1991            | 344   |
| 6  | França     | Paul Le Guen       | 1991–1998            | 344   |
| 7  | Brasil     | Thiago Silva       | 2012–2020            | 315   |
| 8  | França     | Bernard Lama       | 1992–1997, 1998–2000 | 311   |
| 9  | Argélia    | Mustapha Dahleb    | 1974–1984            | 310   |
| 10 | França     | Kylian Mbappé      | 2017–2024            | 308   |

### Maiores artilheiros
| Pos. | Nome                | Período   | Jogos | Gols | Média |
| ---- | ------------------- | --------- | ----- | ---- | ----- |
| 1    | Kylian Mbappé       | 2017–2024 | 308   | 256  | 0,83  |
| 2    | Edinson Cavani      | 2013–2020 | 301   | 200  | 0,66  |
| 3    | Zlatan Ibrahimović  | 2012–2016 | 180   | 156  | 0,87  |
| 4    | Neymar              | 2017–2023 | 173   | 118  | 0,72  |
| 5    | Pauleta             | 2003–2008 | 211   | 109  | 0,52  |
| 6    | Dominique Rocheteau | 1980–1987 | 231   | 100  | 0,49  |
| 7    | François M'Pele     | 1973–1979 | 217   | 95   | 0,44  |
| 8    | Ángel Di María      | 2015–2022 | 295   | 92   | 0,32  |
| 9    | Mustapha Dahleb     | 1974–1984 | 280   | 86   | 0,32  |
| 10   | Safet Sušić         | 1982–1991 | 344   | 85   | 0,25  |

## Treinadores
| Nome                             | Período   |
| -------------------------------- | --------- |
| Pierre Phelipon                  | 1970–1972 |
| Robert Vicot                     | 1972–1973 |
| Just Fontaine Robert Vicot       | 1973–1975 |
| Just Fontaine                    | 1975–1976 |
| Velibor Vasović                  | 1976–1977 |
| Ilija Pantelić Pierre Alonzo     | 1977      |
| Jean-Michel Larqué Pierre Alonzo | 1977–1978 |
| Velibor Vasović                  | 1978–1979 |
| Pierre Alonzo Camille Choquier   | 1979      |
| Georges Peyroche                 | 1979–1983 |
| Lucien Leduc                     | 1983–1984 |
| Georges Peyroche                 | 1984–1985 |
| Christian Coste                  | 1985      |
| Gérard Houllier                  | 1985–1987 |
| Erick Mombaerts Gérard Houllier  | 1987–1988 |
| Tomislav Ivić                    | 1988–1990 |
| Henri Michel                     | 1990–1991 |
| Artur Jorge                      | 1991–1994 |
| Luis Fernández                   | 1994–1996 |
| Ricardo Gomes Joël Bats          | 1996–1998 |
| Alain Giresse                    | 1998      |
| Artur Jorge                      | 1998–1999 |
| Philippe Bergeroo                | 1999–2000 |

| Nome                | Período   |
| ------------------- | --------- |
| Luis Fernández      | 2000–2003 |
| Vahid Halilhodžić   | 2003–2005 |
| Laurent Fournier    | 2005      |
| Guy Lacombe         | 2005–2007 |
| Paul Le Guen        | 2007–2009 |
| Antoine Kombouaré   | 2009–2011 |
| Carlo Ancelotti     | 2011–2013 |
| Laurent Blanc       | 2013–2016 |
| Unai Emery          | 2016–2018 |
| Thomas Tuchel       | 2018–2020 |
| Mauricio Pochettino | 2021–2022 |
| Christophe Galtier  | 2022–2023 |
| Luis Enrique        | 2023–     |

## Campanhas de destaque
As tabelas abaixo mostram as performances do clube nas últimas temporadas na Ligue 1, na Copa da França e na Liga dos Campeões da UEFA.
     Campeão.
     Vice-campeão.
     Promovido.
     Rebaixado.
| Temporada | Divisão | Posição |
| --------- | ------- | ------- |
| 1991–92   | D1      | 3º      |
| 1992–93   | D1      | 2º      |
| 1993–94   | D1      | 1º      |
| 1994–95   | D1      | 3º      |
| 1995–96   | D1      | 2º      |
| 1996–97   | D1      | 2º      |
| 1997–98   | D1      | 8º      |
| 1998–99   | D1      | 9º      |
| 1999–00   | D1      | 2º      |
| 2000–01   | D1      | 9º      |
| 2001–02   | D1      | 4º      |
| 2002–03   | L1      | 11º     |
| 2003–04   | L1      | 2º      |
| 2004–05   | L1      | 9º      |
| 2005–06   | L1      | 9º      |
| 2006–07   | L1      | 15º     |

| Temporada | Divisão | Posição |
| --------- | ------- | ------- |
| 2007–08   | L1      | 16º     |
| 2008–09   | L1      | 6º      |
| 2009–10   | L1      | 13º     |
| 2010–11   | L1      | 4º      |
| 2011–12   | L1      | 2º      |
| 2012–13   | L1      | 1º      |
| 2013–14   | L1      | 1º      |
| 2014–15   | L1      | 1º      |
| 2015–16   | L1      | 1º      |
| 2016–17   | L1      | 2º      |
| 2017–18   | L1      | 1º      |
| 2018–19   | L1      | 1º      |
| 2019–20   | L1      | 1º      |
| 2020–21   | L1      | 2º      |
| 2021–22   | L1      | 1º      |
| 2022–23   | L1      | 1º      |
| 2023–24   | L1      | 1º      |

| Temporada | Fase alcançada |
| --------- | -------------- |
| 1991–92   | 16 avos        |
| 1992–93   | Final          |
| 1993–94   | Quartas        |
| 1994–95   | Final          |
| 1995–96   | Oitavas        |
| 1996–97   | Oitavas        |
| 1997–98   | Final          |
| 1998–99   | 16 avos        |
| 1999–00   | Oitavas        |
| 2000–01   | Final          |
| 2001–02   | Final          |
| 2002–03   | Final          |
| 2003–04   | Final          |
| 2004–05   | Final          |
| 2005–06   | Final          |
| 2006–07   | Final          |

| Temporada | Fase alcançada |
| --------- | -------------- |
| 2007–08   | Final          |
| 2008–09   | Final          |
| 2009–10   | Final          |
| 2010–11   | Final          |
| 2011–12   | Final          |
| 2012–13   | Final          |
| 2013–14   | Final          |
| 2014–15   | Final          |
| 2015–16   | Final          |
| 2016–17   | Final          |
| 2017–18   | Final          |
| 2018–19   | Final          |
| 2019–20   | Final          |
| 2020–21   | Final          |
| 2021–22   | Oitavas        |
| 2022–23   | Oitavas        |
| 2023–24   |                |

| Temporada | Fase alcançada    |
| --------- | ----------------- |
| 1994–95   | Semifinal         |
| 1997–98   | Grupos            |
| 2000–01   | 2ª fase de grupos |
| 2004–05   | Grupos            |
| 2012–13   | Quartas           |
| 2013–14   | Quartas           |
| 2014–15   | Quartas           |
| 2015–16   | Quartas           |
| 2016–17   | Oitavas           |
| 2017–18   | Oitavas           |
| 2018–19   | Oitavas           |
| 2019–20   | Final             |
| 2020–21   | Semi-final        |
| 2021–22   | Oitavas           |
| 2022–23   | Oitavas           |
| 2023–24   | Semi-final        |
| 2024–25   | Final             |

## Séries e Filmes
- PSG Cidade Luz, 50 Anos de Lenda (2020)
- PSG Cidade Luz, 50 Anos de Lenda (2021)